# Чаушеску, Николае
Никола́е Чауше́ску (рум. Nicolae Ceaușescu; 26 января 1918, Скорничешти, жудец Олт, Королевство Румыния — 25 декабря 1989, Тырговиште, Социалистическая Республика Румыния) — румынский государственный, политический и партийный деятель, генеральный секретарь ЦК Румынской коммунистической партии (РКП) с 1965 года, генеральный секретарь РКП с 1969 года. Председатель Государственного совета Социалистической Республики Румыния (СРР) с 1967 года по 1974 год (формально — по 1989 год), президент СРР с 1974 года по 1989 год.
В первое десятилетие своего правления проводил политику осторожной внутриполитической либерализации, а в области внешней политики — большей открытости по отношению к Западной Европе и США. В отношении Советского Союза продолжил курс своего предшественника, дистанцируясь от многих инициатив СССР (таких, как вводы войск в Чехословакию в 1968 году и в Афганистан в 1979 году), при этом сохраняя хорошие отношения со странами восточного блока. Из-за необходимости погасить внешний долг, с 1982 года ввёл политику жёсткой экономии.
Правление Чаушеску окончилось революцией, непосредственным поводом к которому стали начавшиеся 16 декабря 1989 года волнения венгров в Тимишоаре. В ходе революции Чаушеску удалось бежать из столицы, но в итоге он был захвачен армией и вместе со своей женой Еленой предстал перед организованным новыми властями трибуналом. На импровизированном суде, длившемся около полутора часов, ему были предъявлены обвинения в преступлениях против государства, геноциде против собственного народа и «подрыве национальной экономики». Отверг все обвинения в свой адрес, заявил о неправомочности суда над действующим президентом страны без санкции Великого Национального собрания.
Расстрелян вместе с женой 25 декабря 1989 года по приговору трибунала, сразу же после судебного заседания. Всё его имущество было конфисковано.

## Ранние годы жизни

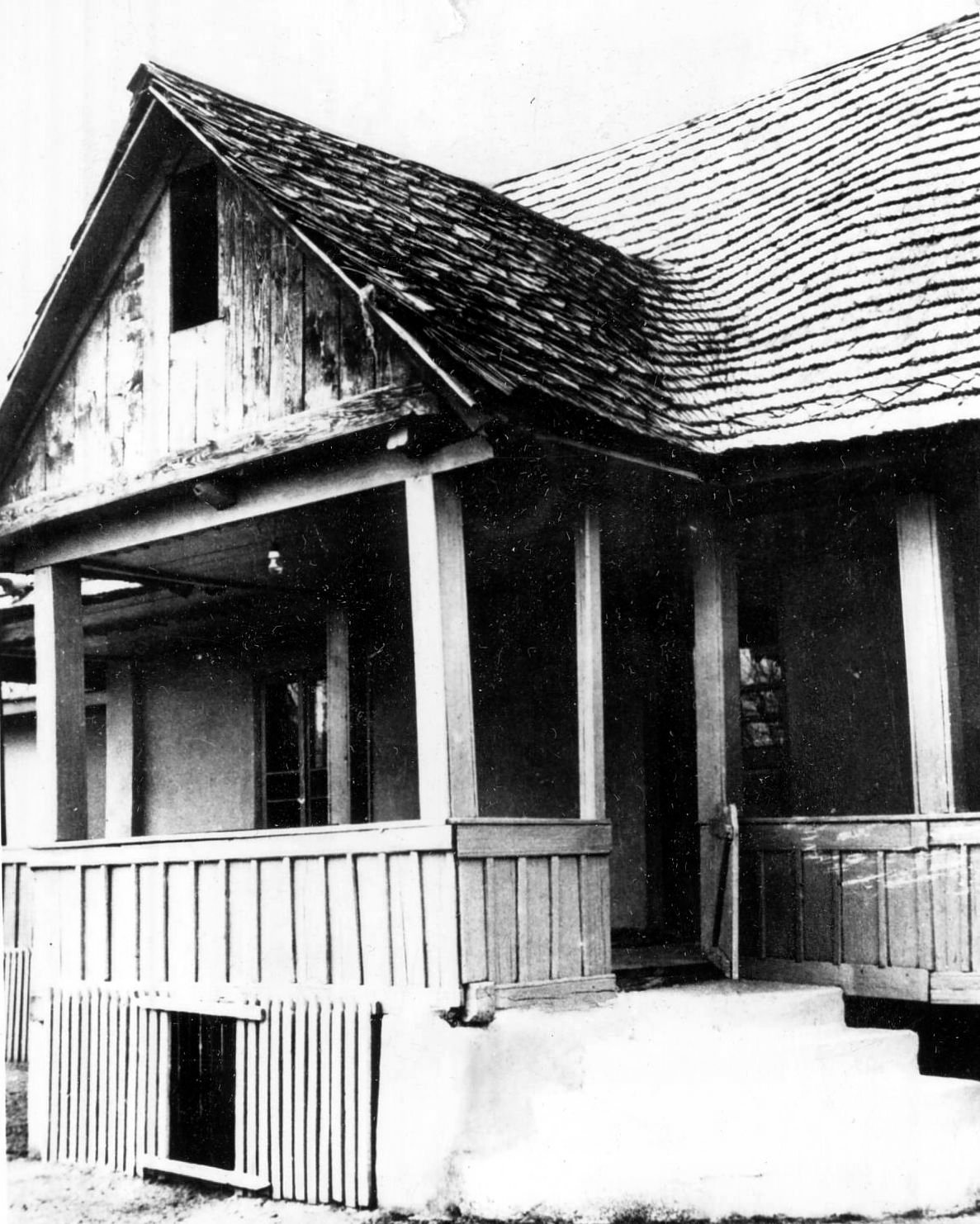
Дом, где родился Николае Чаушеску

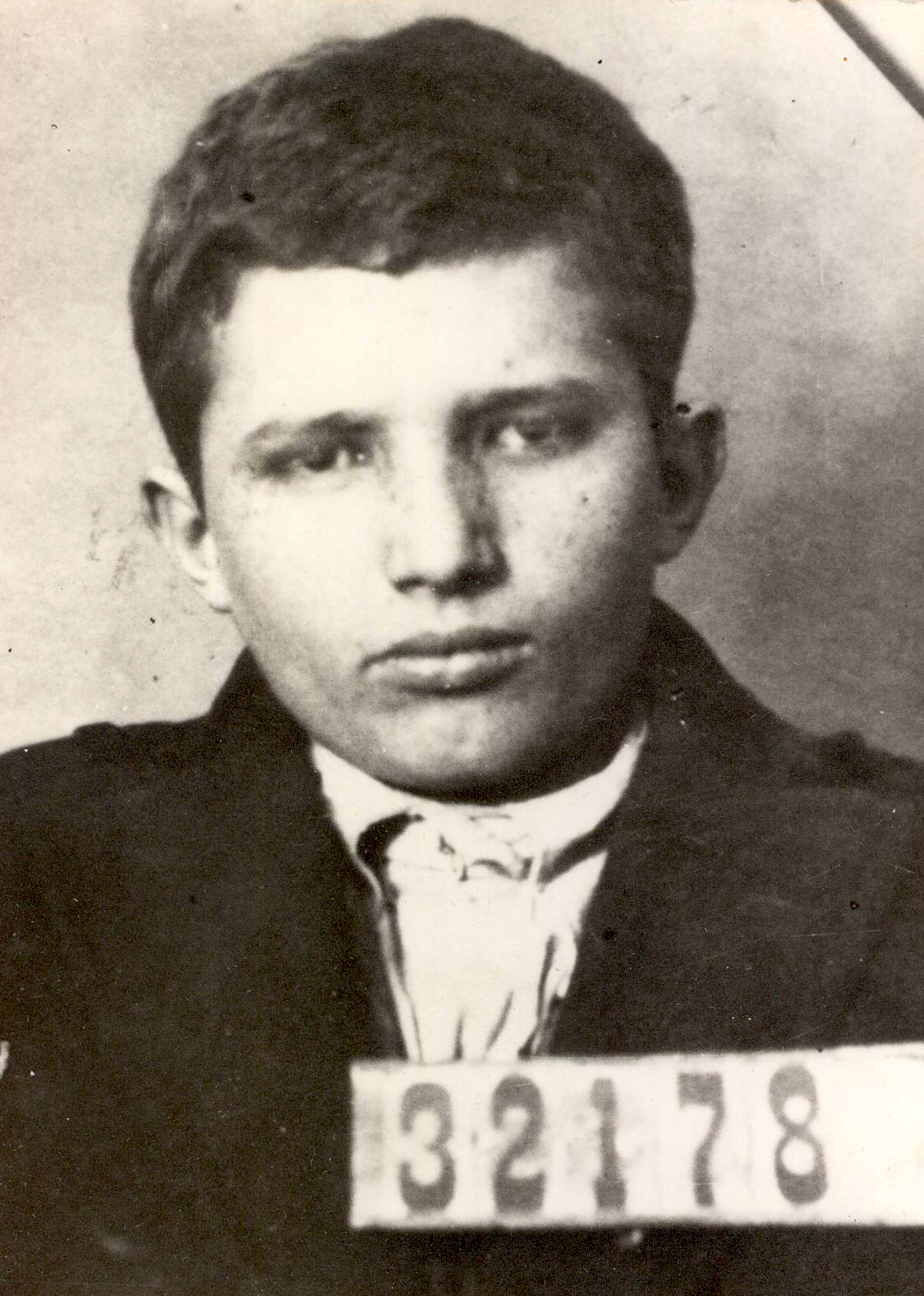
Чаушеску в 15 лет, во время первого ареста (1933)

Николае Чаушеску родился 26 января 1918 года в селе Скорничешти в крестьянской семье, став третьим из десяти детей в семье. Семья будущего румынского лидера была довольно бедной — они проживали в небольшом трёхкомнатном доме без электричества. Отцу Николае, Андруцэ Чаушеску, принадлежало три гектара сельскохозяйственных угодий и несколько овец; также небольшой доход ему приносило портняжное дело. Несмотря на скромный достаток, Андруцэ удалось дать сыну начальное образование, устроив Николае в сельскую школу, которую тот окончил в возрасте 11 лет. Впоследствии сам Чаушеску писал о своём детстве:

Будучи крестьянским сыном, я изведал гнёт помещиков, а с одиннадцати лет — и капиталистическую эксплуатацию.

В одиннадцатилетнем возрасте Чаушеску переезжает в Бухарест, где первоначально живёт со своей старшей сестрой, Никулиной Русеску. В столице он работает на одном из заводов и одновременно учится сапожному ремеслу, устроившись учеником к сапожнику. В этот период доходы Чаушеску были очень скромными, что вынудило его заняться мелкими кражами. Интересно, что в последнем изводе официальной биографии Николае Чаушеску утверждалось, что он якобы вступил в революционное движение аж в 12-летнем возрасте. В возрасте 15 лет он устроился на работу подмастерьем в небольшую сапожную мастерскую Александра Сандулеску, активного члена Румынской коммунистической партии (РКП), в то время находившейся на нелегальном положении. Именно Сандулеску привлёк Чаушеску к деятельности в рабочем движении.

## Партийная деятельность вкоролевской Румынии(1933—1944)
В 1933 году, в возрасте 15 лет, Николае вступил в Коммунистический союз молодёжи (КСМ) Румынии. Тогда же он впервые оказался в тюремном заключении, будучи арестованным за кражу; впоследствии он неоднократно отбывал наказание в различных тюрьмах Румынии. В 1934 году он также подвергся аресту во время забастовки железнодорожников: его арестовали за сбор подписей под петицией протеста против суда над последними. Именно в заключении сформировались его идейные взгляды: к этому времени за ним закрепилась репутация активного пропагандистского работника, коммуниста и антифашиста. Чаушеску провёл в заключении два года, отбывая срок в том числе в каторжной тюрьме для политических заключённых «Дофтана», известной своими тяжёлыми условиями, где познакомился со многими известными функционерами компартии (в частности, с Георге Георгиу-Дежем (который в годы заключения оказал на него особое влияние), Киву Стойкой, Эмилем Бондараш, Александру Могиорош). В «Дофтане» Чаушеску занимался изучением теории марксизма под руководством Георгиу-Дежа; впоследствии Георгиу-Деж взял молодого коммуниста под своё покровительство. Во время заключения он, как и другие заключённые-коммунисты, подвергался пыткам со стороны сотрудников тюрьмы; впоследствии это привело к тому, что он стал заикаться. Генерал-оппозиционер Штефан Костял впоследствии высказывался о молодом Чаушеску:

Чаушеску был ограниченным коммунистом-энтузиастом, который сам верил в проповедуемые им глупости. Это выглядело достаточно странно, и поэтому большинство заключённых избегало его.

В середине 1930-х годов Чаушеску ездит с партийными заданиями по многим городам Румынии — таким, как Бухарест, Крайова, Кымпулунг-Мусчел и в Рымнику-Вылче. Во время этих поездок он несколько раз подвергается арестам. В 1936 году Чаушеску вступает в РКП. К этому времени его фигура хорошо известна «Сигуранце» — румынской королевской тайной полиции: в личном деле, заведённом на него Сигуранцой, Чаушеску назван «опасным коммунистическим агитатором» и «распространителем коммунистических и антифашистских агитационных материалов». 6 июня 1936 года суд города Брашова по вышеупомянутым обвинениям приговаривает Чаушеску к тюремному заключению на срок в два года, а также дополнительно на год и 6 месяцев заключения и один год принудительного проживания в Скорничешти за неуважение к суду. Большую часть срока Николае проводит в тюрьме «Дофтана». После выхода из тюрьмы, в 1939 году, во время военного парада он знакомится с молодой коммунисткой-подпольщицей Еленой Петреску, дочерью фермера, работавшей на текстильной фабрике. Позже, в 1946 году, Елена и Николае заключат официальный брак; впоследствии Елена Чаушеску будет оказывать значительное влияние на политическую жизнь Румынии.
В 1940 году Чаушеску вновь арестован и осуждён за «заговор против общественного порядка». Всю Вторую мировую войну он провёл в тюрьмах и концлагерях, таких как «Жилава» (1940), «Карансебеш» (1942) и «Вэкэрешть» (1943). В 1943 году его переводят в концлагерь «Тыргу-Жиу», где в это время находится Георге Георгиу-Деж.

## Партийная и государственная деятельность всоциалистической Румынии(1944—1965)
23 августа 1944 года отстранён от власти и арестован кондукэтор и премьер-министр Румынии Ион Антонеску. Новое румынское руководство, ориентированное на военный союз с СССР, прекращает репрессии против коммунистов и разрешает деятельность РКП. В этих условиях начинается быстрый карьерный рост Чаушеску, вскоре после свержения Антонеску совершившего побег из тюрьмы. С 1944 по 1945 годы он занимает пост секретаря Союза коммунистической молодёжи (СКМ), а в 1945 году назначен начальником Высшего политического управления вооружённых сил и заместителем министра обороны с присвоением звания бригадного генерала — несмотря на то, что никогда не служил в армии. В том же году его избирают в члены ЦК РКП.
В конце 1940-х годов Чаушеску работает секретарём обкомов Румынской рабочей партии (РРП) — партии, образованной в 1947 году объединением РКП и Социал-демократической партии — в Добрудже и Олтении, с 13 мая 1948 года по 20 марта 1950 года занимает пост заместителя государственного секретаря Министерства сельского хозяйства в правительстве Петру Гроза. В это время в Румынии проводится коллективизация; при её проведении используются жёсткие методы — такие, как массовые аресты и расстрелы недовольных крестьян. Затем он становится заместителем министра вооружённых сил Румынии в правительствах Гроза и Георгиу-Дежа, занимая эту должность с 20 марта 1950 года по 19 апреля 1954 года, с присвоением звания генерал-майора. Успешно развивается и партийная карьера Чаушеску: в 1952 году он введён в состав ЦК, в 1954 году становится секретарём ЦК, а в 1955 году — членом Политбюро ЦК РРП. К середине 1950-х годов он обладает значительным влиянием на партийные и государственные дела, фактически становится вторым человеком в партии и государстве. Влияние Чаушеску было во многом основано на личном расположении к нему Георгиу-Дежа, с которым его связывали давние дружеские отношения. В Политбюро Чаушеску изначально курирует структуру и партийные кадры, затем отвечает за работу спецслужб. В 1954 году он поддерживает обвинения в государственной измене, выдвинутые Георгиу-Дежем против крупного партийного деятеля и бывшего министра юстиции Лукрециу Пэтрэшкану; уже во время правления Чаушеску Пэтрэшкану был реабилитирован. В 1956 году Чаушеску был начальником Высшего политического управления вооружённых сил (в звании генерал-лейтенанта); 4 декабря он участвовал в этом качестве в подавлении крестьянского бунта в селе Ваду-Рошка.
В ноябре 1957 года Чаушеску выживает в авиакатастрофе при посадке самолёта румынской делегации в Москве; в этой катастрофе погибает секретарь ЦК Григоре Преотяса.
В апреле 1964 года выходит составленное при участии Чаушеску заявление ЦК РРП под названием «О позиции РКП по вопросам международного коммунистического движения», в котором изложен так называемый «особый курс» руководства партии относительно советско-китайского раскола. Также в 1950-е — начало 1960-х годов Чаушеску совершает несколько поездок на территорию Советского Союза.

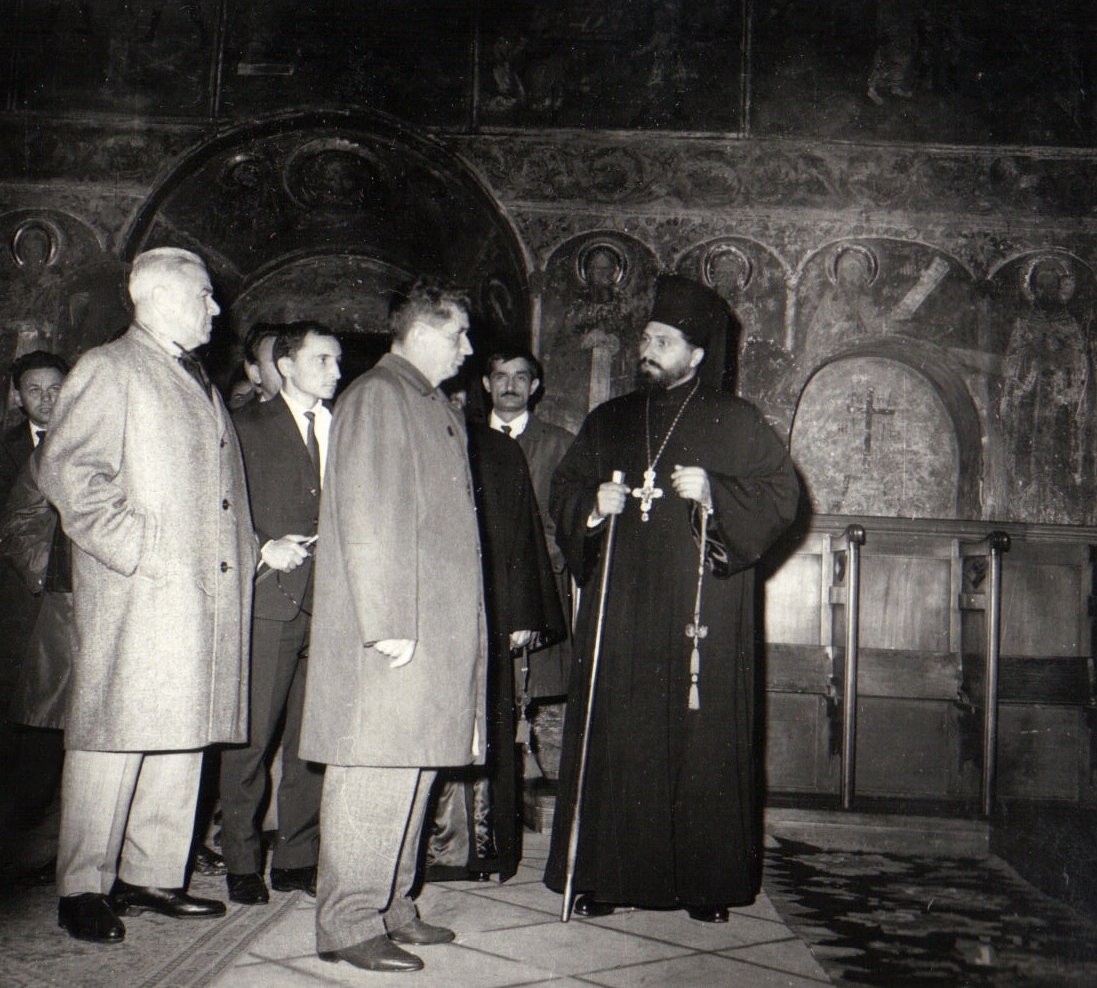
Николае Чаушеску посещает Нямецкую лавру, 1966 г.

## Правление (1965—1989)

### Приход к власти и концентрация власти в своих руках

Чаушеску, Маурер и Стойка с делегацией Муреш-Венгерской АО. 1965 год

19 марта 1965 года Георгиу-Деж умирает от рака, которым он страдал в течение длительного времени. Его смерть приводит к острой борьбе за власть между его соратниками. Основных кандидатов на пост нового лидера партии всего трое: действующий премьер-министр Ион Георге Маурер, первый заместитель премьер-министра Георге Апостол и бывший (1955—1961) премьер Киву Стойка. Изначально главным претендентом на высший партийный пост является Апостол, однако Маурер, в целях недопущения эскалации внутрипартийной борьбы, предлагает избрать первым секретарём Чаушеску в качестве компромиссной кандидатуры, о чём он сам признается в интервью на телевидении 4 января 1990 года, назвав свои действия «ошибкой» (до этого официальной версией было то, что сам Георгиу-Деж якобы назначил Чаушеску своим преемником). 22 марта сорокасемилетний Чаушеску единогласно избран первым секретарём ЦК РРП. Другие претенденты также получают ключевые государственные должности: Маурер и Апостол сохраняют свои посты соответственно премьера и первого заместителя премьера, а Стойка избран председателем Государственного совета — высшего коллективного исполнительного органа, выполнявшего функции главы государства.
В июле 1965 года проходит IX съезд РРП, на котором, по предложению Чаушеску, принимается решение о возвращении партии прежнего названия — Румынская коммунистическая партия (РКП). Также на съезде утверждаются кадровые перестановки в партийном руководстве, по итогам которых на ключевые посты были поставлены выдвиженцы Чаушеску. Кроме того, съезд становится отправной точкой для начала кампании по критике методов руководства, использовавшихся в эпоху Георгиу-Дежа, и реабилитации лиц, пострадавших от прежнего режима. Эта кампания используется пропагандой для создания положительного образа нового румынского лидера среди населения. Во главе процесса реабилитации стоял Василе Патилинец — руководитель отдела ЦК по обороне и безопасности, близкий сподвижник Чаушеску, много сделавший для утверждения его единовластия.
В августе 1965 года, также по предложению Чаушеску, изменяется официальное название страны: Румынская Народная Республика (РНР) переименовывается в Социалистическую Республику Румыния (СРР).
В декабре 1967 года Чаушеску сменяет Стойку на посту председателя Госсовета. Занятие им одновременно высшей государственной и высшей партийной должностей приводит к концентрации всей государственной власти в одних руках.
С самого начала своего правления Чаушеску приобрёл значительную популярность как внутри страны, так и за её пределами. Румынам импонировали его заявления о необходимости построения развитого государства, проводящего независимую внешнюю политику, Запад же был благосклонен к новому румынскому лидеру благодаря его курсу на ограничение участия страны в СЭВ и ОВД, а также расширение связей со странами капиталистического лагеря и КНР. В это время Чаушеску говорил:

Новый порядок требует, чтобы в мире были установлены новые отношения, основанные на полном равноправии между нациями, на уважении права каждого народа быть хозяином своих национальных богатств, свободно выбирать путь общественно-экономического развития!..

На состоявшемся в августе 1969 года X съезде РКП в устав партии вносится изменение, согласно которому генерального секретаря должен избирать не пленум ЦК, а непосредственно съезд партии. Это приводит к ещё большей концентрации власти в руках Чаушеску, так как теперь он может не опасаться возможного выступления со стороны членов партийного руководства. Впрочем, к тому времени Политбюро РКП на две трети состоит из его выдвиженцев. В том же 1969 году на состоявшемся в Москве Международном совещании коммунистических и рабочих партий он возглавляет делегацию РКП.

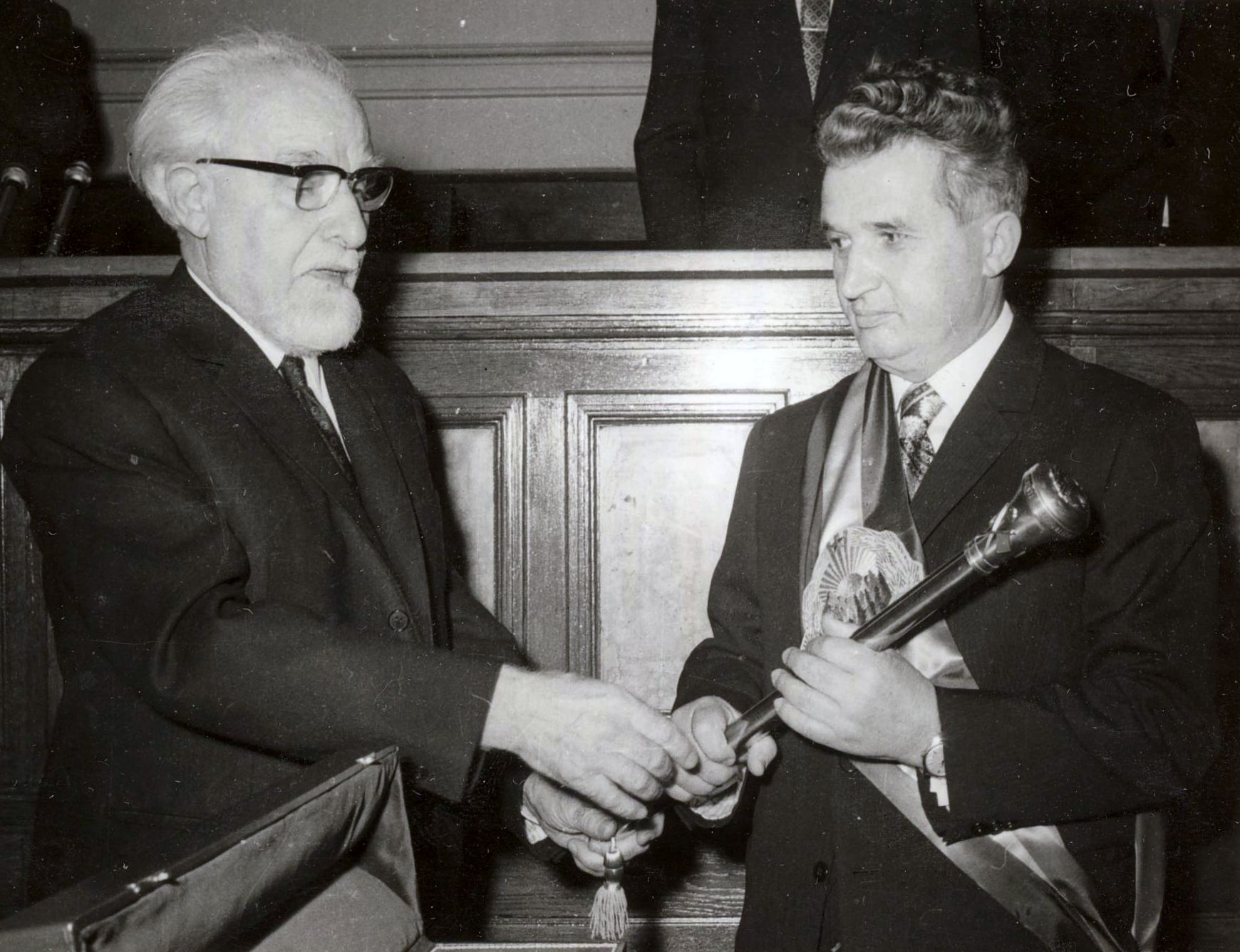
Чаушеску получает президентский скипетр из рук председателя Великого национального собрания Штефана Войтека (1974)

В конце 1960-х — начале 1970-х годов Чаушеску удаётся окончательно отстранить всех своих оппонентов от влияния на государственные дела. Киву Стойка в начале 1970-х снят со всех постов, а в 1976 году погибает от ружейного выстрела (по официальной версии, совершив самоубийство). Георге Апостол после отставки с поста первого заместителя премьер-министра занимает ряд важных, но менее значимых постов (в частности, руководит румынскими профсоюзами); в 1975 году он снят с должности по обвинению в «моральном разложении» и отправлен послом в Латинскую Америку. Дольше прочих соперников Чаушеску сохраняет своё влияние Ион Георге Маурер: до 1974 года он занимает должность премьер-министра, а после отставки продолжает участвовать в партийных и государственных мероприятиях высокого ранга. Одновременно продолжается процесс концентрации власти в руках Чаушеску. В марте 1969 года, в дополнение к постам председателя Государственного совета и генерального секретаря РКП, он назначается председателем Совета обороны, становясь таким образом Верховным главнокомандующим вооружёнными силами Румынии.
28 марта 1974 году в конституцию Румынии вносятся изменения, передающие высшую исполнительную власть от коллективного органа — Государственного совета — к единоличному главе государства, президенту; при этом Госсовет продолжает своё существование в качестве органа, возглавляемого президентом. Согласно конституции, президент избирается Великим национальным собранием — парламентом страны — сроком на 5 лет. 29 марта 1974 года Чаушеску избирается на президентский пост. В дальнейшем он неоднократно будет переизбираться в качестве единственной кандидатуры, фактически став пожизненным президентом.

### Внутренняя политика
В первые годы правления Чаушеску проводил относительно либеральную внутреннюю политику. Так, свобода печати в Румынии была шире, чем в других соцстранах, причём граждане страны могли свободно приобретать не только отечественную, но и зарубежную прессу. Въезд и выезд из страны был относительно свободным, румынское руководство не чинило препятствий для эмиграции граждан — в частности, румынские евреи получили право репатриации в Израиль (хотя за каждого еврея, выезжавшего из Румынии, Чаушеску требовал «компенсации» у принимающего государства). Наряду с РКП и проправительственным Фронтом демократии и социалистического единства, возглавлявшимися Чаушеску, действовал ряд формально «независимых» политических организаций. Была пересмотрена политика в отношении диссидентов: их перестали отправлять в концентрационные лагеря, обычно ограничиваясь менее суровыми видами наказаний, типа домашнего ареста. При этом активные и радикальные антикоммунисты, как Джелу Войкан Войкулеску или Юлиус Филип, подвергались тюремному заключению. Румынская интеллигенция получила несколько больше возможностей для творчества. Курс на либерализацию начал осуществляться ещё в 1960—1961 годах Георгиу-Дежем, и Чаушеску лишь продолжал политику своего предшественника.
В 1968 году по инициативе Чаушеску в Румынии была проведена административно-территориальная реформа, в ходе которой введённое в первые годы социалистического режима деление на области было заменено традиционным делением на жудецы. В ходе реформы была ликвидирована и Муреш-Венгерская автономная область: территория бывшей автономии венгров, крупнейшего в стране нацменьшинства, вошла преимущественно в состав трёх жудецов: Муреш, Харгита и Ковасна. Как писала в 1990 году газета «Нойе Цюрхер Цайтунг», ликвидация Муреш-Венгерской АО была вызвана желанием Чаушеску заручиться поддержкой националистически настроенных кругов румынского общества, сыграв на вековом антагонизме венгров и румын. В идеологии, пропаганде, культуре усиливались мотивы национал-коммунизма и румынского национализма. Видную роль в пропаганде этих идей играли такие деятели, как Эуджен Барбу и Корнелиу Вадим Тудор. Был провозглашён курс на построение «единой румынской социалистической нации», включавшее в себя агрессивную ассимиляцию нерумынского населения страны: венгров, немцев, болгар и т. д. Подобная привела к некоторому оттоку трансильванских венгров собственно в Венгрию (в 1989 году в Венгрию переселилось 22 тысяч трансильванских венгров), определявшихся Венгрией как «беженцы». По инициативе Венгрии на международных форумах неоднократно поднимался вопрос о бедственном положении венгерского меньшинства в Румынии.
В начале 1970-х годов Чаушеску отошёл от прежнего либерального курса и начал проводить значительно более жёсткую политику в отношении инакомыслящих, значительно расширив полномочия румынских спецслужб — Департамента государственной безопасности (рум. Departamentul Securității Statului), более известного как Секуритате (рум. Securitate — «безопасность»), — по контролю за гражданами. На ужесточение режима его вдохновил опыт азиатских социалистических стран — Китая, Вьетнама, КНДР и Монголии, где он побывал в 1971 году с официальным визитом. Его заинтересовал опыт КНДР и идеи чучхе, а также культ личности лидера КНДР — Ким Ир Сена: книги по чучхе были переведены на румынский язык и широко распространялись в Румынии. По возвращении из азиатского турне Чаушеску на прошедшем 6 июля 1971 года пленуме Политбюро РКП изложил ряд программных предложений, вошедших в историю как «июльские тезисы». Они содержали семнадцать пунктов, в их числе: необходимость дальнейшего роста влияния РКП в обществе; интенсификация политико-идеологического воспитания в школах и университетах, а также в детских, молодёжных и студенческих организациях; расширение политической пропаганды; улучшение партийной учёбы и массовой политической деятельности; участие молодёжи в крупных строительных проектах как часть её «патриотической работы»; ориентация радио- и телепередач с этой целью, а также деятельности издательств, театров и кинотеатров, оперы, балета, союзов художников для создания «боевого, революционного» настроя в художественных произведениях. Либеральный курс середины 1960-х годов был осуждён, в стране была восстановлена в полном объёме цензура. Румынские СМИ, ориентируясь на опыт СМИ КНДР, начали кампанию по возвеличиванию Чаушеску, ставшую началом культа его личности. Постепенно отстранялись видные деятели 1960-х, способные к самостоятельной позиции, типа Василе Патилинеца или Вирджила Трофина. Их заменяли фигуры, адекватные «периоду культа» — Эмиль Бобу, Ион Динкэ, Маня Мэнеску, Тудор Постелнику, Константин Дэскэлеску.
Режим Чаушеску придавал большое значение научным исследованиям, призванным показать величие румынского народа. Так, в период его президентства в Академии наук Румынии активно разрабатывалась научная теория, доказывавшая, что румыны являются прямыми наследниками древних римлян, а румынский язык стоит ближе всех прочих современных языков к латыни.

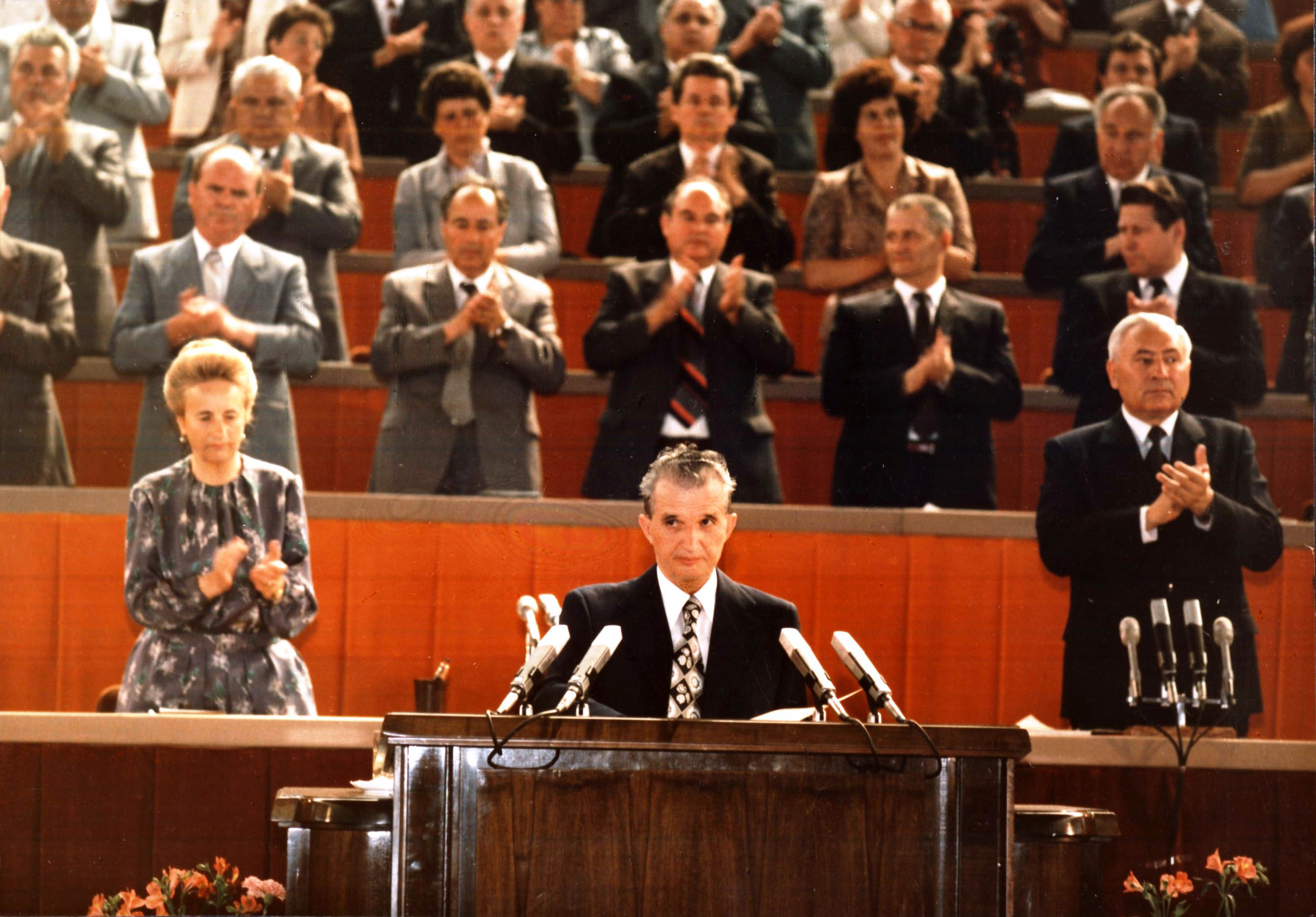
На трибуне Президент СРР Николае Чаушеску. 1986 год

Одним из основных направлений внутренней политики Чаушеску была борьба с абортами и разводами, призванная повысить уровень рождаемости. В 1966 году аборты были запрещены. Был введён ряд стимулов для многодетных матерей: так, матери, родившие не меньше 5 детей, имели право на значительную материальную помощь от государства, а те, кто родил не менее 10 детей, получали звание «мать-героиня», дававшее ряд важных льгот. Была запрещена продажа контрацептивов женщинам, у которых было менее пяти детей. Впоследствии была создана система мониторинга за беременными. Процедура разводов была значительно усложнена: было объявлено, что развод супругов возможен лишь в исключительных случаях. Вышеописанные меры действительно привели к росту рождаемости, однако их введение привело к возникновению новых проблем в румынском обществе. Многие женщины, желая избавиться от нежелательной беременности, прибегали к подпольным абортам, что зачастую приводило к их смерти или увечью. Значительно выросло число детей-отказников. Эти проблемы, наряду с частыми случаями заражения ВИЧ в результате переливания непроверенной крови, впоследствии фактически свели на нет положительные последствия политики повышения рождаемости.
Одной из основных черт режима Чаушеску был непотизм — значительное влияние родственников президента на государственные дела. В 1972 году Чаушеску ввёл Елену в ЦК РКП, а в 1980 году назначил её на должность первого заместителя премьер-министра. Сын Чаушеску Нику был назначен главой жудеца Сибиу и кандидатом в члены Политисполкома ЦК РКП; также он занимал должности главы Союза ассоциаций студентов-коммунистов Румынии и первого секретаря ЦК Союза коммунистической молодёжи Румынии. Начиная с середины 1980-х годов Нику Чаушеску часто называли возможным преемником отца на президентском посту. Другие родственники румынского лидера (всего около 40 человек) также получили значимые государственные и партийные посты.
С 1988 года осуществлялась масштабная программа уничтожения половины из 13 тысяч существовавших в 1988 году румынских деревень, считавшихся «неперспективными» и переселения их жителей в сотни новых «агропромышленных центров». Она вызвала сопротивление населения.

### Внешняя политика
С первых лет своего правления Чаушеску начал проводить внешнюю политику, направленную на сокращение зависимости Румынии от СССР и других стран социалистического лагеря. В 1965 году он потребовал возвратить оставшуюся часть золота, переданного Румынией на хранение Российской империи в годы Первой мировой войны. В 1968 году Чаушеску поддержал Пражскую весну; за неделю до вторжения войск Организации Варшавского договора (ОВД) в Чехословакию он посетил Прагу, где предложил поддержку своему чехословацкому коллеге Александру Дубчеку. После подавления Пражской весны в своём выступлении на митинге 21 августа 1968 года он резко осудил вторжение, что получило безоговорочную поддержку народа и одобрение со стороны западных партнёров. В советско-китайском вооружённом конфликте на острове Даманский, произошедшем в 1969 году, румынский лидер не поддержал ни одну из сторон, заняв нейтральную позицию. Также Румыния, в отличие от других социалистических стран, сохранила дипломатические отношения с Израилем после Шестидневной войны 1967 года и с Чили после военного переворота Аугусто Пиночета в 1973 году В 1979 году Чаушеску открыто осудил ввод советских войск в Афганистан. Также он запретил Советскому Союзу размещать базы на румынской территории.
Тесные связи между руководством СРР и Молдавской ССР начали складываться после того, как 2 августа 1976 года Чаушеску приехал в Кишинёв на лечение и отдых. При этом, несмотря на то, что официально СРР не имела к СССР никаких территориальных претензий, внутри страны была широко употребима утверждённая РКП так называемая «новая историческая концепция», содержавшая тезис об «исторических правах» Румынии на территорию Молдавской ССР, а также Одесской и Черновицкой областей Украинской ССР — земель, входивших в состав Бессарабии и Северной Буковины и занятых СССР в 1940 году. Этой концепции румынские учёные придерживались вплоть до свержения Чаушеску.
При Чаушеску СРР активно развивала отношения со странами Запада. Румынский лидер, неоднократно посещавший капиталистические страны Европы и Северной Америки с официальными визитами, позиционировал себя как коммуниста-реформатора, проводящего в рамках советского блока самостоятельную внешнюю политику, что вызывало симпатию у западных лидеров. В 1967 году Румыния, сепаратно, без поддержки стран Варшавского договора, не получив одобрения СССР, первой из коммунистических государств признала ФРГ; впоследствии СРР и ФРГ поддерживали достаточно хорошие отношения. По соглашению между двумя странами Румыния разрешила трансильванским немцам выезд в ФРГ в обмен на выплату денежной компенсации со стороны последней. В августе 1969 года Чаушеску встретился в Бухаресте с избранным незадолго до того президентом США Ричардом Никсоном; Румыния стала первой из социалистических стран, посещённых Никсоном. В 1976 по ходатайству Никсона и Киссинджера был амнистирован и освобождён Ион Гаврилэ Огорану — командир антикоммунистического повстанческого отряда, ранее разыскивавшийся в течение почти тридцати лет. Предполагается, что это решение принималось лично Чаушеску. В 1975 году было подписано румынско-американское соглашение по предоставлению Румынии статуса наиболее благоприятствующей нации. А в 1978 году, во время визита Чаушеску в  Вашингтон была подписана румынско-американская декларация, в которой (по настоянию румынской стороны) Румыния наделялась статутом развивающейся страны, что обеспечило дополнительные преференции со стороны США.
Также СРР была одной из двух социалистических стран (помимо Югославии), поддерживавших связи с Европейским экономическим сообществом (ЕЭС): в 1974 году ЕЭС предоставило Румынии режим наибольшего благоприятствования, особые преференции, а в 1980 году между ЕЭС и Румынией было подписано соглашение об обмене промышленными товарами. В 1984 году Румыния была единственной страной — членом СЭВ, не бойкотировавшей летние Олимпийские игры в Лос-Анджелесе. За это в 1985 году Чаушеску был вручён Олимпийский орден.
Чаушеску уделял внимание и развитию отношений с развитыми странами Азии, посетив 4 апреля 1975 года Японию и встретившись с императором Хирохито.
Одним из основных аспектов внешней политики Чаушеску было позиционирование Румынии в качестве неприсоединившейся страны, сочетавшееся с сохранением членства в СЭВ и ОВД. При этом сам румынский лидер часто выступал в роли посредника при решении различных международных конфликтов. В 1966 году Чаушеску, с целью разрядки международной напряжённости, выдвинул идею одновременного роспуска НАТО и ОВД. В 1969 году он выступил в роли посредника во время установления дипломатических отношений между США и КНР. Румынской дипломатии удалось поддерживать хорошие отношения как с Израилем, так и с Палестиной, а в 1977 году Чаушеску участвовал в переговорах президента Египта Анвара Садата с израильским руководством во время визита последнего в Израиль. Также румынский лидер имел дружеские отношения с руководителем Ливии Муаммаром Каддафи и президентом Центральноафриканской республики (впоследствии императором Центральноафриканской империи) Бокассой, получая от них выгодные концессии.
В течение всего правления Чаушеску сохранялась напряжённость в отношениях Румынии и Венгрии, вызванная претензиями венгерского руководства на Трансильванию и его обеспокоенностью ущемлением прав румынских венгров.
В середине 1980-х годов режим Чаушеску столкнулся со значительными трудностями на международной арене. Советско-румынские отношения, и в предыдущие годы не бывшие идеальными, ещё более испортились после того, как Чаушеску подверг критике проводившуюся новым лидером Советского государства М. С. Горбачёвым политику перестройки. В августе 1989 года, во время празднования 45-летия освобождения Румынии от фашизма, Чаушеску заявил:

Скорее Дунай потечёт вспять, чем состоится перестройка в Румынии.

На своей последней встрече с Горбачёвым, прошедшей 6 декабря 1989 года в Москве, Чаушеску, по свидетельству тогдашнего вице-премьера, куратора силовых структур и военного советника президента Иона Динкэ, отказался от «проведения любых реформ», в ответ на что Горбачёв пригрозил «последствиями». Однако Советский Союз не стал предпринимать никаких действий в отношении румынского лидера и занял нейтральную позицию в ходе революции 1989 года, не поддержав прямо ни Чаушеску, ни его противников. Отношения с Западом в 1980-х годах также заметно испортились: с 1987 года Чаушеску перестали приглашать с визитами в страны ЕЭС и «большой семёрки», а в 1988 году Румынию лишили режима наибольшего благоприятствования в торговле. Окончательно разорвав союз с СССР и поссорившись с Западом, Чаушеску стал уделять основное внимание отношениям с социалистическими странами, не принявшими перестройку в СССР: Албанией, КНР, Кубой, КНДР, а также с Вьетнамом, Ираком, Ираном, Ливией и Никарагуа.

### Экономика

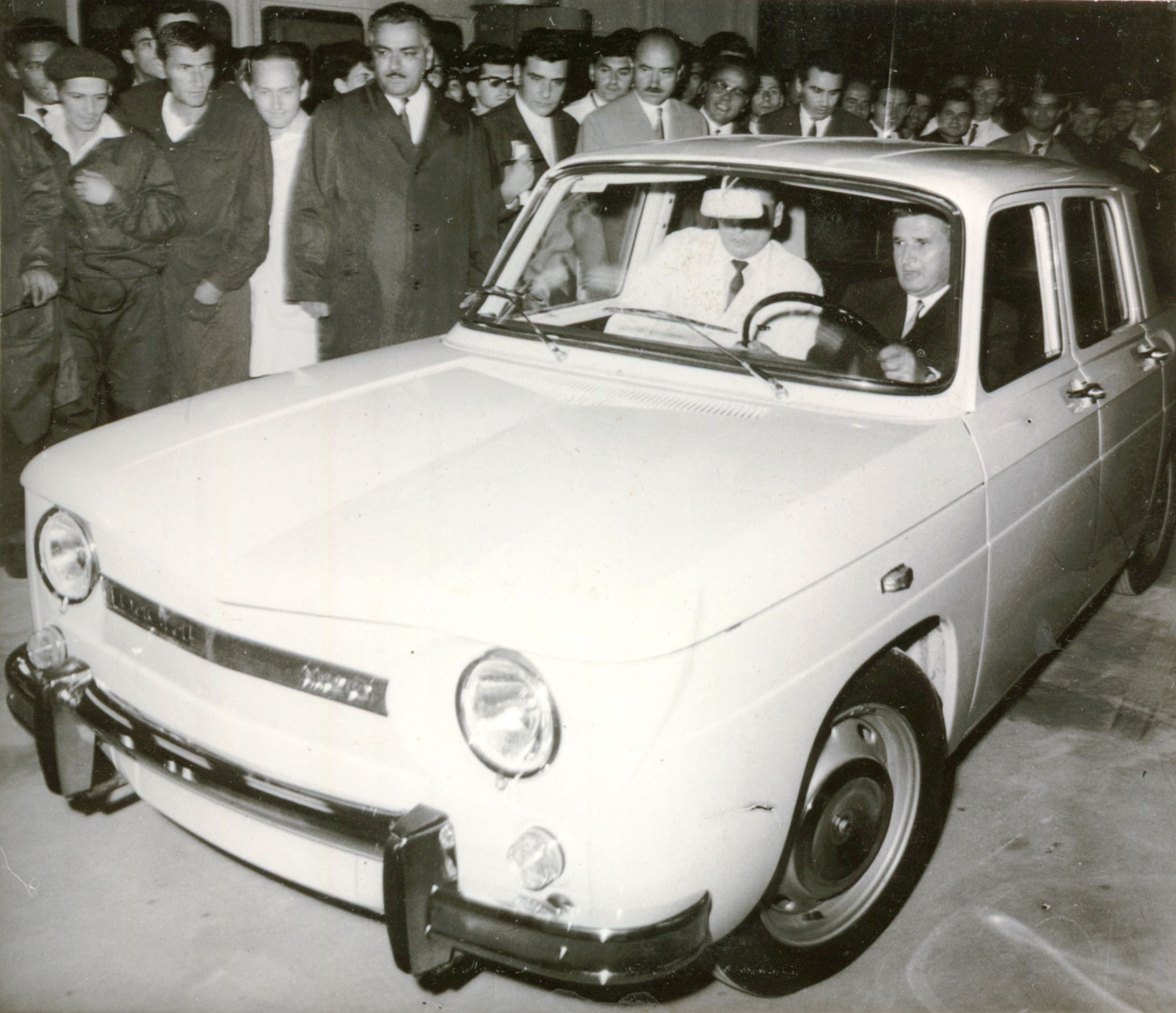
Чаушеску за рулём первого автомобиля марки «Dacia». 1968 год

Чтобы сократить зависимость Румынии от других государств, Чаушеску желал в кратчайшие сроки превратить Румынию из аграрной в развитую индустриальную страну. При этом ещё в 1950—1960-х годах в стране была проведена частичная индустриализация, обусловившая значительный рост промышленного производства: по официальным данным, за указанный период оно выросло примерно в 40 раз, с начала 50-х годов был сооружён ряд крупных машиностроительных и металлургических предприятий, построено несколько крупных ГЭС. Индустриализация и связанный с ней экономический рост, начавшиеся при Георгиу-Деже, продолжились и в первые годы правления Чаушеску. Во второй половине 1960-х годов новое румынское руководство, сохраняя командно-административную модель руководства экономикой, дало предприятиям страны финансово-экономическую самостоятельность, а также предприняло ряд мер по обеспечению материальной заинтересованности их работников в своём труде. Одной из особенностей экономической системы Румынии было то, что она основывалась прежде всего не на поощрениях, а на штрафах и вычетах. Так, согласно принятому в 1978 году закону из зарплаты работников ежемесячно задерживалось 20-25 % средств, выплачивавшихся в качестве премии при условии выполнения плана (объективные факторы его невыполнения во внимание не принимались). Планы по проведению реформ по внедрению элементов рыночной экономики Чаушеску решительно отвергал, расценивая как шаг к реставрации капитализма в стране.
1970-е годы для Румынии были отмечены дальнейшим ростом экономики, вызванным как продолжавшейся успешной индустриализацией, так и расширением торгового оборота с западными странами. На внутренний рынок страны начали проникать западные фирмы. Так, в 1970 году в центре Бухареста был построен отель международной сети InterContinental, ставший самым высоким зданием румынской столицы. На Карпатах и на Чёрном море была создана сеть курортов достаточно высокого класса, рассчитанных на привлечение иностранных туристов; на этих курортах в свободной продаже находились товары западного производства, недоступные для покупки в обычных магазинах населению соцлагеря. Румынские граждане получили возможность приобретать автомобили зарубежного производства; тогда же, в 1970-е годы, в городе Питешти был налажен выпуск собственных автомобилей марки «Dacia». Индустриализация продолжала давать свои плоды: объём промышленного производства в Румынии в 1974 году в 100 раз превысил показатели 1944 года. К середине 1970-х национальный доход, по сравнению с 1938 годом, возрос в пятнадцать раз. В стране активно развивались нефтедобыча, нефтепереработка и нефтехимическая промышленность: добыча нефти в 1976 году достигла 300 тысяч баррелей в день, что в два раза превысило аналогичный показатель 1930-х годов. В структуре румынского экспорта стала преобладать готовая продукция. Однако в экономике имелся и ряд проблем, в их числе — кризис перепроизводства и отсутствие рынков сбыта: на западном рынке товары из СРР не могли конкурировать с гораздо более качественными товарами из других стран, советский же рынок был занят предприятиями СССР, выпускавшими аналогичную продукцию. Из-за колебаний цен на нефть (усугубленных энергетическим кризисом) окончилась неудачей и попытка реализации идеи Чаушеску об использовании румынской нефтеперерабатывающей промышленности для переработки нефтепродуктов из стран Ближнего Востока — таких, как Иран и Ирак. Таким образом, в то время, как Румыния добывала ежегодно 10-11 млн т нефти, она была вынуждена закупать вдвое раз больше у других стран.

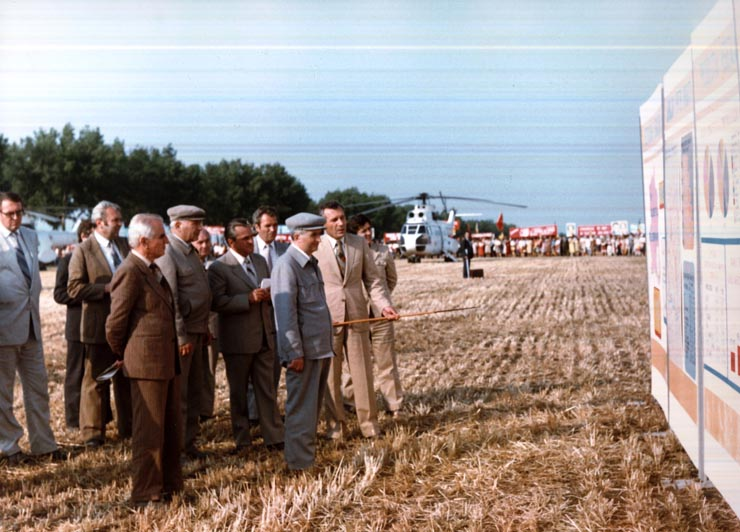
Президент СРР Николае Чаушеску

Экономический рост периода 1970-х годов был во многом обеспечен кредитами, взятыми у западных стран, предоставивших Румынии режим наибольшего благоприятствования в торговле, и международных финансовых организаций — таких, как Международный банк реконструкции и развития (МБРР). Так, в период с 1975 года по 1987 год СРР было предоставлено кредитов и займов на общую сумму около 22 млрд долларов; из них 10 млрд долларов предоставили США. В 1971 году Румыния стала членом Генерального соглашения по тарифам и торговле (ГАТТ). В том же году был получен крупный кредит от Международного валютного фонда (МВФ) на развитие румынской промышленности; в следующем, 1972 году, Румыния стала полноправным членом МВФ и Международного банка реконструкции и развития (МБРР), став первой социалистической страной, вступившей в эти организации.
С начала 1980-х годов румынская экономика начала испытывать значительные трудности, связанные с истощением запасов нефти в стране (притом объёмы переработки нефти увеличились с 22,6 млн т в 1982 году до 3,6 млн в 1989 году; что было обусловлено расширением экспорта нефти за рубеж и тем, что она шла на нужды нефтехимической промышленности, активно развивавшейся под руководством Елены Чаушеску), мировым экономическим кризисом, а также проблемой досрочной выплаты задолженности иностранным кредиторам, составлявшей к 1981 году 10 млрд долларов (или 12 млрд по другим данным). Несмотря на то, что срок выплаты долгов оканчивался в середине 1990-х годов, СРР начала их выплату уже в 1980 году. При этом Чаушеску отверг предложения западных лидеров о предоставлении ряда новых льготных кредитов в обмен на выход Румынии из СЭВ и ОВД и прекращение сотрудничества с СССР. В 1983 году по инициативе президента в Румынии прошёл референдум о запрещении в дальнейшем любых внешних заимствований. Для того, чтобы обеспечить выплату долгов, была введена политика жёсткой экономии, включавшая выдачу продуктов по карточкам (норма на 1 человека — 5 яиц, по 2 фунта муки и сахара, полфунта маргарина, картофель, хлеб, немного мяса (доля его потребления сократилась с 45 кг на душу населения в 1980 году до 37,2 кг к 1989 году) и молочных продуктов), продажу бензина по талонам (30 литров в месяц на человека), лимитированное потребление электроэнергии в масштабах всей страны (в домах и квартирах румынских граждан полагалось не более одной 15-ваттной лампы на комнату, в зимний период холодильники и тому подобные бытовые приборы было запрещено использовать, равно как и отапливать жилые помещения газом), а также перевод румынской экономики на экспорт товаров всех видов, в том числе в ущерб внутреннему потреблению этих товаров. Из-за этого, например, из всех произведённых в стране текстильных изделий на внутренний рынок поступало лишь 14,6 %, обуви — 11,6 %, бензина — 6,3 %. Произошло резкое обесценивание национальной валюты — лея. Таким образом, усилия, предпринятые на погашение внешнего долга, привели к дополнительным причинам стагнации румынской экономики.
Начались перебои с выпуском промышленной продукции, связанные с тем, что предприятия, построенные в ходе индустриализации, были достаточно энергоёмкими. Чтобы увеличить объём вырабатываемой энергии, в СРР была принята программа строительства атомных электростанций. В рамках этой программы были созданы складские резервы урана, а также разработан проект первой в стране АЭС — Чернаводэ, включавший пять энергоблоков (мощностью по 700 МВт каждый) с канадскими реакторами. Строительство станции было начато в 1982 году. Одновременно была начата пропагандистская кампания, целью которой было убедить население в правильности текущей экономической политики. Ежедневно в СМИ появлялись призывы к экономии электроэнергии. При этом введение карточек на предметы первой необходимости и пищевые продукты официальная пропаганда объясняла стремлением к их более рациональному распределению.

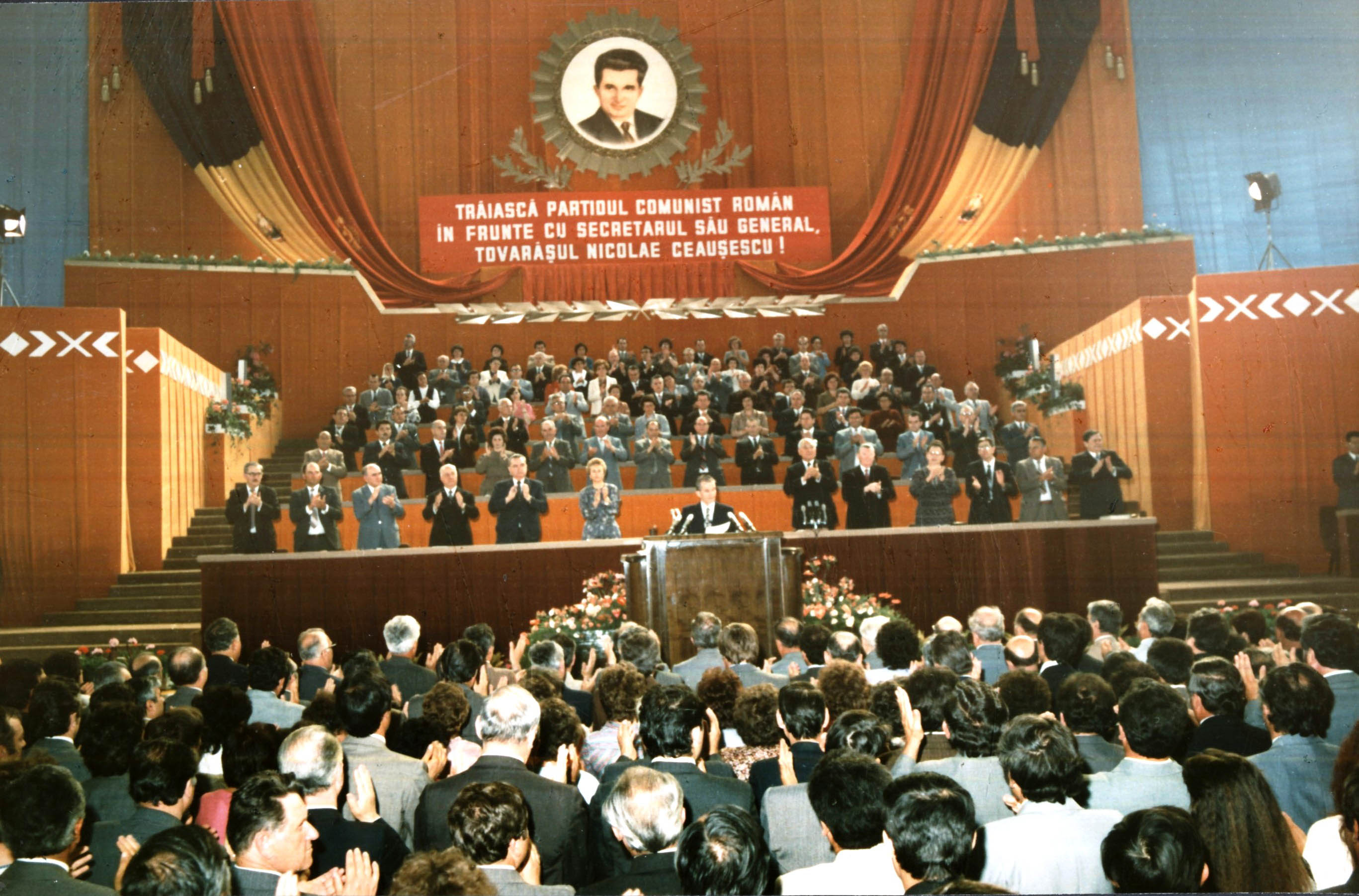
Съезд ЦК РКП. 1986 год

В условиях кризиса Чаушеску попытался снять с себя ответственность за все вышеперечисленные трудности в румынской экономике, переложив её на других членов высшего руководства страны. В 1980-х годах за ошибки в проведении экономической политики был снят с должностей ряд видных чиновников; наиболее масштабным стало снятие в мае 1982 года премьер-министра Илие Вердеца, вступившего в конфликт с президентом по вопросу о путях разрешения кризиса и обвинённого им в «просчётах во внешнеэкономических связях».
Благодаря мерам жёсткой экономии в 1988 году экспорт страны (впервые за всё послевоенное время) на 5 млрд долларов превысил импорт. К апрелю 1989 года СРР удалось практически полностью выплатить свой внешний долг, сумма которого, с учётом процентов, к тому времени составила 21 млрд долларов. Тогда же Чаушеску объявил СРР первой в истории страной, полностью выплатившей внешний долг, и заявил, что впредь Румыния не будет брать никаких займов. Однако из-за последствий политики жёсткой экономии, а также из-за прекращения по политическим мотивам сотрудничества с Западом страна оказалась на грани экономической катастрофы. При этом по распоряжению Чаушеску даже после расплаты с кредиторами продолжался массовый экспорт румынских товаров в ущерб внутреннему потреблению, который прекратился только после свержения режима Чаушеску.

### Уровень поддержки
На парламентских выборах всегда побеждала возглавлявшаяся Чаушеску Коммунистическая партия Румынии. Так, в 1975 году она получила 98,8 % голосов, в 1980*м — 98,5 %, в 1985-м — 97,7 %.
На последнем, XIV съезде компартии Румынии, проходившем 20—24 ноября 1989 года (за месяц до революции), Чаушеску был единогласно переизбран на пост генерального секретаря Коммунистической партии, получив 3308 из 3308 голосов. Политический еженедельник «Lumea» писал по этому поводу: «С чувством глубокого удовлетворения и патриотической гордости коммунисты, все граждане социалистической Румынии всецело одобрили решение пленума предложить XIV съезду переизбрать товарища Николая Чаушеску — героя среди героев, выдающегося руководителя нации, гениального зодчего социалистической Румынии, выдающуюся личность современности — на высшую должность Генерального секретаря РКП».

## Охрана Чаушеску
Ещё до прихода Чаушеску к власти в стране при поддержке специальных служб СССР была создана политическая полиция безопасности, «Секуритате», которая охраняла как самого лидера Румынии, так и её государственный строй. С этим государственным органом были связаны судьбы миллионов людей социалистической эпохи. Пришедший позднее Николае очень боялся заговоров и был очень подозрителен. Спецслужба стала его опорой, руководители — Ион Динкэ (партийный куратор силовых структур), Тудор Постелнику (глава МВД в последнем коммунистическом правительстве), Эмиль Макри (начальник экономической контрразведки), Николае Плешицэ (начальник внешней разведки), Константин Нуцэ (начальник милиции), а также Ион Коман (партийный куратор армии) и Ион Стэнеску (партийный куратор госбезопасности) — в разное время являлись доверенными лицами либо приближенными функционерами. Постоянно увеличивался и аппарат, и число тайных агентов и различных осведомителей (в учреждениях, на предприятиях). Затем появились спеццентры — по перлюстрации почтовой корреспонденции и прослушиванию телефонов. Её сотрудники вели слежку не только за всеми гражданами страны, но и за всеми членами ЦК РКП, их семьями, окружением. Инакомыслящих стали сажать в тюрьмы или под домашний арест, либо ставить за ними повседневное наблюдение. В народе служба заработала авторитет беспощадной и всемогущей, перед которой люди находились в постоянном страхе. К середине 1980-х годов более чем каждый третий человек в стране считался её осведомителем.
Для охраны главы государства, по слухам, было выделено почти сорок тысяч сотрудников этой службы. Охрана также полагалась жене и другим членам клана Чаушеску. Когда передвигался, например, кортеж главы государства, то в зданиях, которые располагались вдоль обычных маршрутов передвижения кортежа, имелись спецпомещения, где в засаде находились сотрудники спецслужб. А в центре Бухареста спецслужбы создали многочисленные подземные лабиринты со складами оружия. Склады находились в подземных ходах, которые были прокопаны под зданиями Государственного совета, ЦК РКП и главной площадью Бухареста. Вокруг же столицы Румынии были также выкопаны подземные ходы (в два кольца), которые вели на секретный аэродром. А уже оттуда Чаушеску мог бы бежать дальше, в безопасное место. На берегу озера Херэстрэу у Чаушеску имелся т. н. «Дворец весны», в котором имелся свой противоатомный бункер. Последний был связан посредством подземных ходов с другими зданиями и двумя секретными аэродромами, расположенными вблизи столицы.
У «Секуритате» были и свои перебежчики, в том числе высокопоставленные. Так, в июле 1978 года бежал в США и получил там политическое убежище заместитель начальника внешней разведки, генерал-лейтенант «Секуритате» Ион Пачепа. В гневе Чаушеску отправил в отставку и под следствие многолетнего начальника внешней разведки Николае Дойкару. После этого побега Чаушеску перестал контролировать свои спецслужбы, а его отношения с капиталистическими странами стали портиться. Впоследствии Пачепа, ставший за всё время Холодной войны самым высокопоставленным перебежчиком из всего Восточного блока, опубликовал множество секретных материалов. В том числе вышедшая в 1986 году книга «Red Horizons: Chronicles of a Communist Spy Chief» (ISBN 0-89526-570-2) претендовала на разоблачение основных деталей строя Чаушеску. К примеру, массового шпионажа в американской промышленности и тщательно продуманных действий по объединению политической помощи Запада.
С некоторых пор Чаушеску стал патологически бояться, что его отравят или убьют, что он может подхватить какую-нибудь болезнь. Например, после пожатия руки или прикосновения к предмету, а также садясь за стол, Николае обязательно протирал руки спиртом, который имел при себе его личный охранник. В поездках его сопровождал личный инженер-химик с портативной лабораторией, проверявший еду Чаушеску на ядовитость, бактерии и радиоактивность. По причине безопасности Чаушеску ежедневно менял свой гардероб, включая обувь. Пища же, например, во время приездов в СССР, готовилась из продуктов, доставлявшихся из Румынии самолётом. И она обязательно должна была быть продегустирована врачом. По воспоминаниям сбежавшего Иона Пачепы, все предметы в номере, к которым Чаушеску мог прикоснуться, обрабатывались в поездках антисептическими средствами. Все вещи (постельное и нижнее бельё, салфетки и прочее) привозились из Румынии, в специальных упаковках: в опечатанных чемоданах, в герметичных пластиковых мешках. Гостиничные же вещи обязательно подлежали замене. Кроме того, например, нижнее бельё и настольные салфетки предстояло ещё раз погладить. Это делалось для того, чтобы убить микробы. По этой причине в 1978 году, во время официального визита Чаушеску в Лондон, на него обиделась королевская семья. Во время торжественного обеда в Букингемском дворце Николае приказал своему слуге попробовать его еду. Чаушеску также приехал туда со своими простынями.

## Культ личности Чаушеску

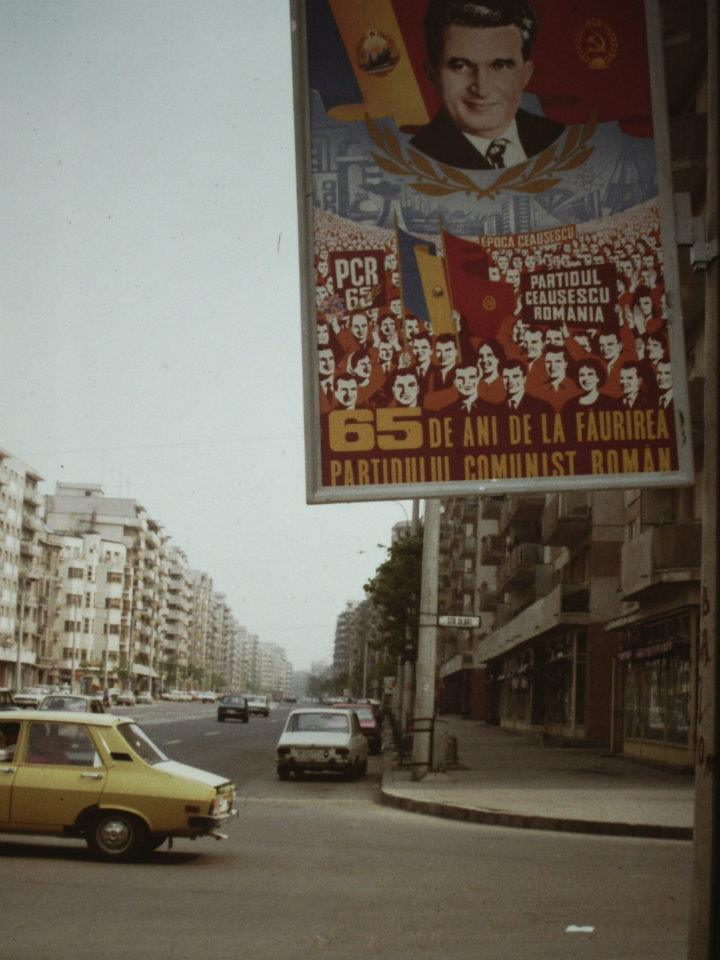
Агитационный плакат на улицах Бухареста (1986). Подписи: «65 годовщина создания румынской коммунистической партии», на заднем плане: «Эпоха Чаушеску», «Партия, Чаушеску, Румыния»

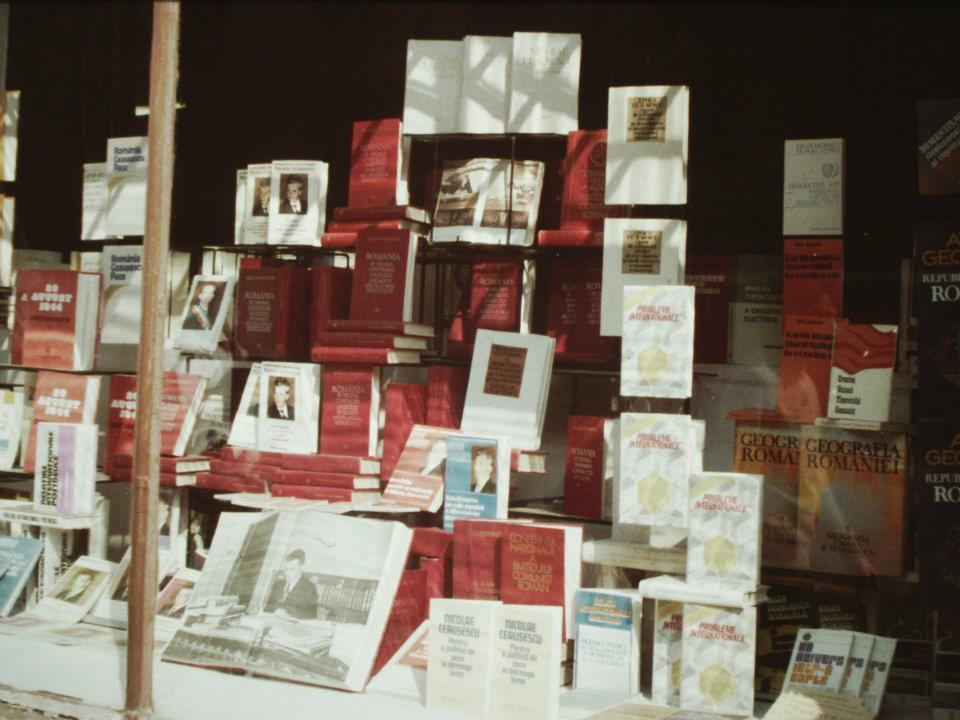
Витрина бухарестского книжного магазина, заставленная книгами Чаушеску (1986)

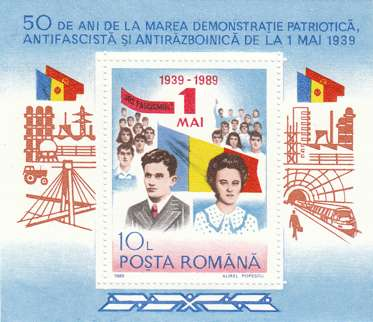
Почтовый блок 1989 года с изображением супругов Чаушеску

В социалистической Румынии существовал культ личности Николае Чаушеску, зародившийся в начале 1970-х годов. Постепенно, начиная с той же поры, партия создаёт ему репутацию «Отца Родины». Такой имидж руководителя входил в официальную «новую историческую концепцию», одобренную РКП. Сам Николае не препятствовал этому процессу. Более того, начиная с 1974 года он стал себя сравнивать с выдающимися деятелями прошлого. В результате систематического развития культ Чаушеску вырос до уровня или даже превзошёл существовавшие до того культы личности: сталинский в СССР, культ Мао в Китае и культ Тито в Югославии. С некоторых пор Чаушеску стали приветствовать с такой же помпой, как приветствовали английскую королеву. По всему миру начали организовывать грандиозные парады[уточнить]. А в самой Румынии везде стали красоваться его портреты, на которых он изображался ещё относительно молодым. В каждом книжном магазине можно было найти груды книг о Николае (все 28 томов выступлений), а в газетных киосках и музыкальных магазинах — записи его речей. Ежедневные газеты и вечерние телевизионные новости были, в основном, посвящены ежедневному графику, деятельности и достижениям президента.
Среди народа ходили даже слухи, что когда Чаушеску, идейного коммуниста, выбрали президентом и Николае взял в руки скипетр, то он заболел чем-то наподобие мании величия, а также строительной гигантоманией. В качестве примеров последней указывали на сооружение Дома Народа, строившегося день и ночь и ставшего впоследствии вторым по величине зданием в мире — масштабами этот дворец уступает только Пентагону. Также, в качестве примеров гигантомании, назывались: строительство метрополитена, канала «Голубая магистраль» и других подобных масштабных сооружений.
В его эпоху за государственный счёт содержалась целая армия людей творческих профессий (писатели, поэты, певцы, композиторы, кинорежиссёры и художники), изображавших в своих творениях главную семью страны и беззаветную любовь к ней со стороны простых людей. Президент страны везде изображался богоподобным «великим вождём», речи его сопровождались постановочными овациями, по Румынии ходили слухи о страсти Елены, самого Николае и их детей к роскоши. Сам же Чаушеску на всё это утверждал, что:

Ему лично ничего не нужно, всё имущество описано и всё это богатство принадлежит румынскому народу.

В средствах массовой информации восхваление Чаушеску приобрело необычайный размах. Так, партийная пресса называла его, к примеру, подобными эпитетами: «Гений Карпат», «Полноводный Дунай разума», «Творец эпохи невиданного обновления», «Источник нашего света», «Герой из Героев», «Работник из работников», «Первый персонаж в мире» (так звали друзья), «Мао-сеску» (иногда звали румыны), Кондукэтор и другими. Николае даже сравнивали с Владом Цепешем, графом Дракулой. И, судя по многим свидетельствам, он сам искренне и до конца своих дней верил в собственную популярность, сыновнее уважение и любовь со стороны народа Румынии. По мере же усиления в стране экономического кризиса к нему росло недоверие, рос уровень социальной напряжённости, и люди постепенно теряли терпение.

## Свержение

### Первые проявления недовольства властью
В 1977 году был поднят пенсионный возраст и отменена пенсия по инвалидности. Последние два обстоятельства вызвали массовое недовольство, особенно выделились волнения и забастовка 35 тысяч шахтёров из долины Жиу, города Лупени. Для успокоения стычки вначале пригласили самого Чаушеску, а затем с недовольными стала разбираться «Секуритате». В результате пострадало до 4 тысяч человек. Но забастовки продолжились, постепенно набирая радикализм и силу. Так, в 1981 году шахтёры повторили акции протеста, а в следующем году беспорядки произошли в Марамуреше. Вскоре протесты перекинулись и на другие регионы. В 1986 году две крупные забастовки проходят на заводах Клужа (завод холодильников и тяжёлый машиностроительный), а в 1987 году — бастует вагоностроительный завод из города Яссы. В ноябре 1987 года в городе Брашов рабочие местного автомобильного завода подняли забастовку, прозванную «хлебным бунтом». Забастовка под экономическими требованиями переросла в антикоммунистическое Брашовское восстание, жестоко подавленное силами «Секуритате» и милиции. В действиях власти народ увидел игнорирование любых переговоров на тему критической экономической ситуации. Первый секретарь Брашовского жудецкого комитета РКП Петре Преотяса, отчасти предвидя дальнейшие события, характеризовал восстание как более опасное, нежели землетрясение. Недовольство также зрело внутри РКП.
В 1980-е годы реформатский пастор и диссидент Ласло Тёкеш передавал за границу информацию о неблагополучной ситуации с правами человека в Румынии. «Мы смогли донести наши проблемы до Венгрии, Канады, США…», вспоминал Тёкеш. В 1987 году в западных странах благодаря Ласло Тёкешу и дипломату Ласло Хомошу стал известен чаушесковский проект ликвидации 15—17 тысяч трансильванских сёл — главным образом, венгерских и немецких (об этом в своё время писали журналисты Майкл Мейер и Сюзанна Брандштеттер).
К апрелю 1989 года западные СМИ опубликовали т. н. «письмо шести» (оно же «обращение шестерых»), которое подписали шесть ветеранов РКП (Георге Апостол, Корнелиу Мэнеску, Силвиу Брукан, Константин Пырвулеску, Александру Бырлэдяну и Григоре Речану), обвинившие действовавшего президента в нарушениях прав человека. Документ был распространён радиостанциями «Радио Свободная Европа» и «Голос Америки», а авторы были арестованы «Секуритате» и отправлены в ссылку. В ряде стран (Польше, Чехословакии, Венгрии и Восточной Германии) к тому моменту коммунистические партии уже перестали быть правящими. И только на юго-западе, в Румынии, будто бы не происходит никаких изменений — здесь у руля всё ещё находится правящая компартия. Сама Румыния к тому моменту стала закрытой «на все окна и двери» — этому способствовали повсюду имевшиеся агенты и осведомители «Секуритате».

### XIV съезд РКП

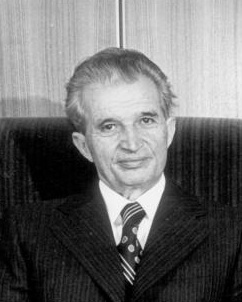
Чаушеску в конце 1988 года

С октября 1989 года по стране начали распространяться письма о злоупотреблениях власти, подписанные различными деятелями (академики, писатели и отдельные партийные функционеры) и организациями (Фронт национального спасения, одним из лидеров которого был Ион Илиеску — бывший министр по делам молодёжи и секретарь ЦК РКП по вопросам пропаганды и будущий президент страны, — а также Румынский национальный фронт). Их авторы призывали граждан Румынии к протестам (например, «против этого ненормального и его сумасшедшей»), а на грядущем XIV съезде РКП — не переизбирать Чаушеску. Тем не менее в ноябре 1989 года прошёл съезд партии, который 24 ноября переизбрал Чаушеску на пост генерального секретаря ЦК РКП ещё на пять лет. Собравшиеся аплодировали ему стоя 62 раза.
Дополнительным козырем Чаушеску на выборах стало то, что при нём страна рассчиталась с долгами. На том съезде 71-летний Николае подверг жёсткой критике начатую Михаилом Горбачёвым политику перестройки. Более того, он заявил, что горбачёвский путь приведёт социализм к краху. После этого в советской печати его стали открыто называть «сталинистом» и «диктатором». А в 1988 году и в 1989 году в английской и американской прессе писали: «Чаушеску стал проблемой — как для Запада, так и для Горбачёва». Имелись в виду румынские планы по созданию, взамен разваливавшегося блока СЭВ, нового экономического сообщества. В него, по мысли Чаушеску, должны были войти пять социалистических стран: Куба, КНР, Албания, Северная Корея и Вьетнам. То есть, те страны, руководство которых не разделяло идей проводившейся горбачёвской перестройки. И с конца 1988 года Чаушеску, которого теперь на совместных встречах называли «румынской проблемой», стал занимать значимое место в переговорах советских лидеров со странами Запада.
Отмечалось, что полностью осень и начало зимы 1989 года Чаушеску посвятил встречам. В это время он встречал из разных частей света делегации, давал интервью прессе (Кубы, Северной Кореи и Кувейта). Кроме того, ездил в разные регионы страны — посещал предприятия, где производственные коллективы вручали ему всё новые титулы. 22 ноября 1989 года в городе Тырговиште прошёл митинг румыно-советской дружбы. Делегацию от КПСС возглавлял Виталий Воротников.

### Начало революции 1989 года
16 декабря на западе страны, в городе с компактным проживанием венгерского меньшинства, Тимишоаре, начались акции протеста против снятия с поста и выселения пастора венгерского происхождения Ласло Тёкеша, что послужило поводом для начала событий Румынской революции 1989 года и свержения коммунистической власти во главе с Чаушеску. Потому как этнический протест венгерского меньшинства довольно быстро превратился в экономический (однако мятеж всё ещё продолжался), то демонстранты, захватившие Оперную площадь в городе, настаивали теперь на отставке Чаушеску. А на удовлетворение этих требований власти пойти уже не могли.
Население Румынии слушало журналистов с западных радиостанций и верило им больше, чем официальной пропаганде, репортажи которой о Тимишоаре резко отличались.
Рабочие с соседних заводов стали присоединяться к собравшимся демонстрантам.
17 декабря 1989 года на заседании Политисполкома ЦК РКП Чаушеску выразил недоверие министру обороны страны Василе Миля, главе «Секуритате» генералу Юлиану Владу и министру внутренних дел (руководившему в том числе внутренними войсками) Тудору Постелнику и заявил об их смещении со своих постов, но под давлением премьер-министра Константина Дэскэлеску отменил своё решение и отдал приказ «Секуритате» и вооружённым силам стрелять в демонстрантов. Согласно стенограмме заседания, услышав после приказа стрельбы по демонстрантам возражения министров обороны, внутренних дел и главы «Секуритате», он гневно воскликнул: «Тогда выбирайте себе другого Генерального секретаря!» и попытался покинуть зал заседаний, но через несколько минут после мольбы других участников заседания (включая Елену) он вернулся и заседание продолжилось. В итоге было убито более пятидесяти мужчин, женщин и детей. У румынских посольств за рубежом в это время проходили акции протеста, участники которых выступали против «жестокостей Чаушеску». Кроме того, телесюжет об убийствах агентами «Секуритате» мирных граждан Тимишоары был продемонстрирован по нескольким ведущим телевизионным каналам мира.

### Поездка в Иран
18 декабря Чаушеску отправился с рабочим визитом в Иран, где стороны договорились о военно-политическом и экономическом сотрудничестве (статья о визите в Иран была опубликована 20 числа в газете «Скынтея», официальном органе ЦК РКП). Жена, Елена Чаушеску, осталась дома, однако 20 декабря вести из Румынии заставили Николае прервать зарубежный визит. Беспорядки в Тимишоаре не прекращались, в здание уездного комитета РКП ворвалась толпа протестующих и все находившиеся в этом здании, включая офицеров «Секуритате», были избиты. Возвратившись в Бухарест, вечером Чаушеску выступил по телевидению и радио со срочным обращением к народу, где назвал протестовавших в Тимишоаре «группами хулиганов, которые спровоцировали в Тимишоаре серию инцидентов, противодействуя законному судебному решению», за чьими спинами стояли «реваншистские, ревизионистские и империалистические круги различных стран» и обвинил спецслужбы зарубежных стран в организации и поддержке беспорядков в Тимишоаре с целью дестабилизировать обстановку по всей стране, а также «подорвать её независимость, целостность и суверенитет и вернуть страну во времена чужеземного господства, ликвидировать социалистические завоевания».
Вечером 20-го числа (по другим данным, 17-го числа) была проведена секретная телеконференция между президентом Чаушеску и руководством силовых ведомств Румынии, высшим и местным. На ней он отдал силовикам приказ привести в состояние повышенной боевой готовности вооружённые силы страны, а «по мятежникам стрелять без предупреждения». От партийных же функционеров Чаушеску потребовал организовать из сторонников социализма специальные отряды самообороны. Причём численность отрядов самообороны должна была быть не меньше 50 тысяч «проверенных пролетариев», которых планировали собрать и привезти в столицу уже на следующий день с целью противостояния «хулиганам» и участия в митинге поддержки руководства страны. В тот же день партийные вожди собрали порядка 50 тысяч людей из тех уездов, где власть РКП и Чаушеску была по-прежнему сильной. Людей собрали, предоставили им временное жильё (гостиницы, санатории, базы отдыха, заводские общежития), разделили на группы («десятки»), каждой прикрепили штатного работника РКП. Чаушеску решил напрямую обратиться к народу на этом митинге.

### Последняя речь на митинге
21 декабря президент своим декретом объявил о введении чрезвычайного положения на территории уезда Тимиш, опубликованным в тот же день в «Скынтее». Утром того же дня на Дворцовой площади Бухареста, возле здания ЦК РКП, собирался митинг сторонников президента, поддерживавших «завоевания социализма». Главная площадь Румынии наполнилась до отказа, собрав в итоге около ста тысяч человек. Однако Чаушеску успел произнести всего лишь несколько фраз, после чего его начали освистывать, а затем в его сторону послышались крики: «Долой!» и «Крыса!». Внезапно в толпе прогремел взрыв петарды, который прервал выступление президента. Как позже рассказал один из лидеров Совета ФНС страны Казимир Ионеску, специально образованные группы должны были помешать выступить Николае Чаушеску. И они выполнили свою задачу. На балконе, где находился Чаушеску, его жена и другие функционеры партии и правительства, заметно смущение и непонимание (Елена Чаушеску говорит про взрывы, кто-то из полиции предлагает вернуться в здание и даже открывает дверь, но Чаушеску не обращает внимание на это предложение). Они призывают к тишине, пытаются успокоить толпу, которая пришла в движение из-за этого взрыва (слышны даже разговоры о землетрясении). Если кто-либо что-то и кричал из толпы, то на трибуне выступающих этого навряд ли слышали. Часто можно прочитать, что Чаушеску покинул балкон, однако это не так. После того, как толпа успокоилась, Чаушеску продолжил выступление, что подтверждается видеозаписями тех событий. В Бухаресте вскоре началась стрельба, к вечеру в ситуацию вмешалась армия, на площадь были введены танки. А тем временем демонстрации начались и в других местах Бухареста: на Университетской площади (здесь молодёжь кричала: «Долой Чаушеску!», «Долой коммунизм!» и «Свобода!»), возле телевизионного центра и комплекса зданий РКП. Всю ночь президентская чета провела в президентском дворце.

### Смерть министра обороны и бегство
22 декабря был найден мёртвым в своём доме министр обороны Румынии Василе Миля (об этом стало известно после бегства из Бухареста супругов Чаушеску); по официальному сообщению, он покончил жизнь самоубийством, но властям не поверили, приписав Чаушеску убийство министра из-за отказа Миля отдать приказ стрелять в демонстрантов.
После смерти Мили армия начала массовый переход на сторону восставших и вступила в противоборство с «Секуритате». Митингующие, совместно с войсками, заняли телецентр в Бухаресте и объявили о падении режима Чаушеску.
В тот же день в 12:06 Чаушеску бежал вместе с женой Еленой на вертолёте с крыши здания ЦК РКП, окружённого толпой демонстрантов. Вместе с ними покинули столицу два соратника, Эмиль Бобу и Маня Мэнеску, а также два агента «Секуритате» (майор Флорьян Рац и капитан Мариан Русу). На улицах Бухареста развернулись бои армии и повстанцев с сотрудниками «Секуритате». После того, как здание ЦК было захвачено протестующими, бывший в их числе профессор Бухарестского политехнического института Петре Роман, с того же балкона, где ранее выступал Чаушеску, провозгласил: «Сегодня, 22 декабря, диктатура Чаушеску пала. Провозглашаем власть народа».
Первоначально супруги отправились на свою дачу на берегу озера Снагов, 20—25 км севернее Бухареста. Там их ждал резервный командный пункт, как и обещал генерал Стэнкулеску, однако информация о событиях в столице и стране туда не поступала. Уже с дачи Чаушеску звонил командующим военными округами, а также в Секуритате и Нику. Из города Питешти пришло сообщение с заверением в верности бывшему лидеру. После этого чета пыталась долететь туда на вертолёте, однако в это время Стэнкулеску, ставший новым министром обороны, закрывает воздушное пространство страны и намеревается сбить вертолёт Чаушеску. Пилоту кто-то сообщил об этом и он посадил вертолёт в поле у Тырговиште. После посадки пилот перешёл на сторону повстанцев.
Чаушеску вместе с женой и охраной попытались отправиться в сторону Питешти на одном из захваченных под угрозой попутных автомобилей. Водитель машины довёз их до Тырговиште. Другой водитель отказался под предлогом, что у него кончилось горючее. В тот же день беглецы сначала безуспешно пытались скрыться в здании местного комитета партии, а затем остановились у Центра по охране предприятий, однако были задержаны армией в городе. Последующие двое суток они провели в камере отделения военной полиции гарнизона Тырговиште и в бронетранспортёре, куда их запирали на ночь. Причём ареста (даже формального) произведено не было — объясняли, что стараются их защитить от врагов (в частности, этим было обусловлено их оставление в БТР), сами они не признавали себя пленными и считали, что находятся в отделении в качестве временного укрытия. Тогда же был проведён медицинский осмотр задержанных. Находясь под стражей, Николае был неразговорчивым, молчал большую часть времени, в то время как Елена вела себя вызывающе.

## Суд и расстрел
Николае и Елене Чаушеску было предъявлено обвинение в следующих статьях Уголовного Кодекса СРР:
- статья 145 (разрушение национальной экономики)
- статья 163 (вооружённое выступление против народа и государства)
- статья 165 (разрушение государственных институтов)
- статья 356 (геноцид)

Суд был назначен на 25 декабря. Обвиняемые были доставлены в штаб военного гарнизона в Тырговиште (войсковые части UM 01378 и UM 0147). Политическое руководство процессом от Совета ФНС осуществляли Виктор Стэнкулеску, Джелу Войкан Войкулеску, Вирджил Мэгуряну. Все трое были жёстко настроены на смертный приговор.
24 декабря Ион Илиеску подписал указ об учреждении трибунала.
Состав чрезвычайного военного трибунала:
- председатель (Preşedinte) ― Джорджица Попа, полковник юстиции, заместитель председателя военного трибунала Бухарестского военного гарнизона (в дальнейшем генерал-майор юстиции);
- член трибунала-судья (Judecător) ― Иоан Нистор, полковник юстиции;
- народные заседатели (Asesori Populari) ― Корнелиу Сореску, капитан; Даниель Кондря, старший лейтенант; Ион Замфир, лейтенант; секретарь трибунала (Grefier) — Ян Тенасе.

Государственный обвинитель ― военный прокурор (Procuror militar) Дан Войня, майор юстиции.
Защитники ― адвокат Николае Теодореску и адвокат Константин Луческу.
Чрезвычайный трибунал приговорил чету Чаушеску к расстрелу с конфискацией всего их имущества.
По утверждениям судей, супруги были виновны в гибели 60 тысяч граждан Румынии. Впоследствии выяснилось, что в действительности в ходе событий в Тимишоаре и в столице Румынии погибло порядка тысячи человек (потери силовых структур: 618 раненых и 325 убитых). Также судьи инкриминировали обоим Чаушеску нанесение крупного ущерба государственной собственности, открытие секретных счетов в иностранных банках (на сумму свыше одного миллиарда долларов США) и попытку бегства с этими деньгами из страны.
Причём осуждённым обвинение давало призрачную возможность избежать наказания в виде смертной казни. Для этого им нужно было согласиться пройти экспертизу на наличие психических заболеваний, а в случае необходимости — отправиться на принудительное лечение в психиатрическую больницу. Но супруги решительно отвергли все предложения военных судей. Для рассмотрения обвинений по существу и вынесения Николае и Елене Чаушеску приговора (виновны, по всем пунктам) трибуналу понадобилось менее 3 часов. После этого чете Чаушеску были предоставлены адвокаты, которые, по рассказам рядовых участников данного процесса, больше напоминали обвинителей, а затем, по стандартной процедуре, обоим Чаушеску дали десять дней на обжалование вынесенного смертного приговора. Однако сам Николае отказался отвечать на вопросы судей, не признав полномочия трибунала, заявив (согласно воспоминаниям одного из его защитников): «То, что вы говорите — клевета. Когда всё это закончится, я отдам вас под суд». В завершении этого трибунала, когда обоим стали связывать руки, Чаушеску лишь тогда понял, что арестован и что теперь последует.

Фото со съёмок сцены румынского фильма Нулевая точка (фильм) 1996 года, изображающей расстрел Чаушеску

Заседание трибунала проходило 25 декабря 1989 года. В тот же день после оглашения приговора, примерно в 14:50), согласно ему, на территории воинской части города Тырговиште около стены солдатской уборной Чаушеску и его супруга были расстреляны. Казнили супругов Чаушеску солдаты-десантники, отобранные из сотни добровольцев: капитан Ионел Боэру, старшины Георгин Октавиан и Дорин-Мариан Кырлан. Скорый суд и казнь объясняли тем, что военные якобы опасались, что «Секуритате» может отбить Чаушеску. Как только двое десантников прицелились в стену, расстрельная команда открыла по ним беспорядочный огонь. В супругов было выпущено не менее 30 пуль, причём расстрел произошёл слишком быстро и неожиданно, так что казнь была снята не полностью. Перед тем как приговор привели в исполнение, Николае Чаушеску пел «Интернационал» — даже когда стоял у стены. Последними словами Чаушеску, согласно некоторым русскоязычным источникам, были «Я не заслуживаю…»Лаврин А. П. 1001 смерть. — М.: Ретекс, 1991. — С. 399-400. — 416 с. — ISBN 5-86638-001-3.</ref>. После расстрела тела четы Чаушеску накрыли брезентом. Затем тела казнённых отвезли и оставили лежать на стадионе «Стяуа», после чего похоронили на расположенном неподалёку военном кладбище «Генча».
Спешный, показательный трибунала и последующий расстрел четы Чаушеску были тщательно задокументированы на видео в тот же день, впоследствии видеозапись была продемонстрирована по румынскому телевидению и во многих западных странах.
Всё имущество супругов перед расстрелом было конфисковано. Впоследствии оно стало выставляться на продажу на различных аукционах и в магазинах. От автомобилей и подарков до носимых вещей и нижнего белья, а также прочие предметы. Чаушеску стали последними людьми, которых казнили в Румынии до отмены смертной казни 7 января 1990 года.

### Международная реакция
Одним из первых поздравить новое руководство Румынии (как было заявлено, «с избавлением от тирании Чаушеску») вскоре прилетел министр иностранных дел СССР Эдуард Шеварднадзе. В целом мировое сообщество, увидев быстрый и жестокий суд над Чаушеску, было разочаровано, ожидая «масштабного процесса над диктатором». Ходили слухи, что Николае с женой убили ещё до суда. В эфире советской телепрограммы «Время», вышедшей 26 декабря, казнь тогда назвали «жестокой расправой над одним из величайших диктаторов современной Европы».
Бывший посол в США и постоянный представитель Румынии в ООН Силвиу Брукан, перешедший в оппозицию к Чаушеску, в своих мемуарах писал о своей секретной встрече в ноябре 1988 года с Михаилом Горбачёвым, на котором был обсуждён вопрос о возможном свержении румынского руководителя. Как пишет Брукан: «Горбачёв был очень хорошо знаком с ситуацией в Румынии. С самого начала он заявил, что согласен с предложением об отстранении Чаушеску от власти, но с условием сохранения руководящей роли РКП в румынском обществе. Он постоянно почти механически повторял эту фразу, предупреждая меня, что в обратном случае в Румынии воцарится хаос». По утверждению Брукана, поддержка «Москвой идеи о свержении Чаушеску „имела решающее значение“ в последовавших затем в Румынии событиях. „Ахиллесовой пятой“ Горбачёва было его стремление во что бы то ни стало сохранить коммунистическую партию как в Румынии, так и у себя на родине. Дальнейшие события показали, что это была опасная иллюзия, и за эту политическую наивность он, бывший СССР и некоторые его соседи расплачиваются до сих пор».
США же ещё до казни Николае Чаушеску уведомили Советский Союз, что «в связи с кризисом режима Чаушеску они не будут против вмешательства в Румынию Советского Союза и его союзников по Варшавскому договору». Такую ноту, по воспоминаниям Анатолия Черняева, государственный секретарь США Джеймс Бейкер направлял тогда (24 декабря) в советское Министерство иностранных дел. Но СССР якобы предоставил тогда румынскому народу право самому решать свою дальнейшую судьбу.

### Смерть председателя трибунала
1 марта 1990 года застрелился генерал-майор военной юстиции Джорджица Попа, бывший председателем трибунала, осудившего чету Чаушеску на смерть. Хотя из окружения Джорджицы Попы тогда многие заявили, что это убийство, инсценированное под самоубийство. Тем не менее, известно, что генерал до самого конца не знал, кого ему предстояло судить. И только когда на территории воинской части Тырговиште приземлился вертолёт и из него вышли трое (новый министр обороны СРР Виктор Стэнкулэску, будущий член правительства страны Г. Вукан и судья), они дали информацию, что трибунал состоится над четой Чаушеску. После окончания суда и расстрела супругов Чаушеску Джорджица Попа вернулся в столицу Румынии. Одновременно генерал подаёт в МИД страны запрос с просьбой назначить его в одну из европейских стран военным атташе. Джорджица хотел исчезнуть из страны, хотя бы ненадолго. Генерала напугали слухами о том, что доктор, осматривавший чету Чаушеску на процессе, был убит, а один из адвокатов, выделявшийся подсудимым на трибунале, был доставлен в тяжёлом состоянии в больницу. Для защиты генерала поместили в охраняемую квартиру, принадлежащую Министерству юстиции Румынии, и выдали ему личное оружие (ПМ). После же того, как генерал узнал об отказе в МИДе, он составил для своих дочери и жены предсмертную записку и совершил самоубийство.

### «Декрет» Илиеску
В декабре 2010 года председатель румынской ассоциации революционеров Теодор Мариеш заявил, что супруги Чаушеску были расстреляны незаконно. Он представил копию декрета, подписанного бывшим президентом Румынии Ионом Илиеску, согласно которому Николае и Елене Чаушеску в последние часы якобы заменили смертную казнь на пожизненное тюремное заключение. Условием смягчения приговора было согласие Чаушеску на прекращение сопротивления сотрудников службы госбезопасности «Секуритате». Сам Ион Илиеску назвал этот документ фальшивкой.

## Память

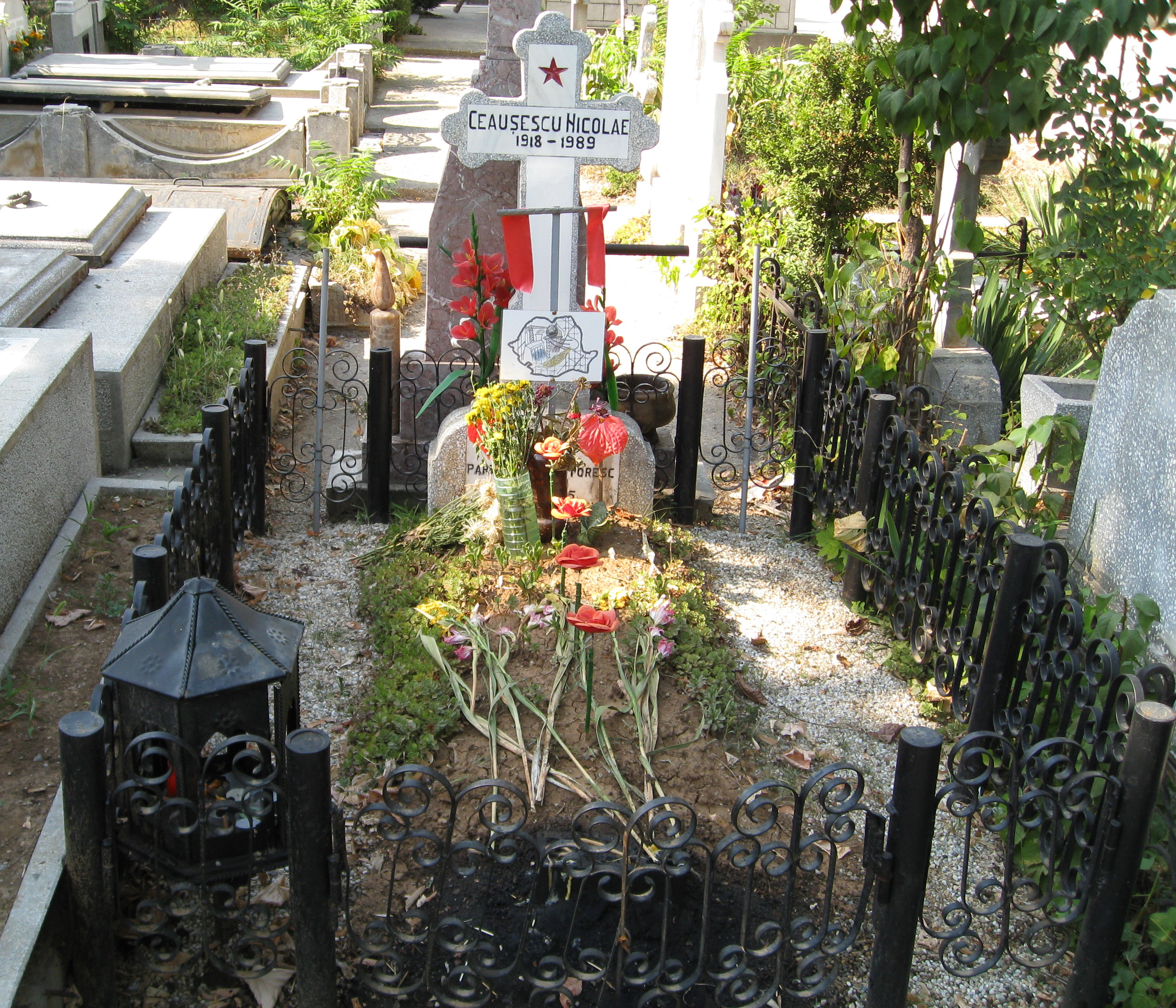
Могила Николае Чаушеску на кладбище «Генча» в Бухаресте (вид до лета 2010 г.)

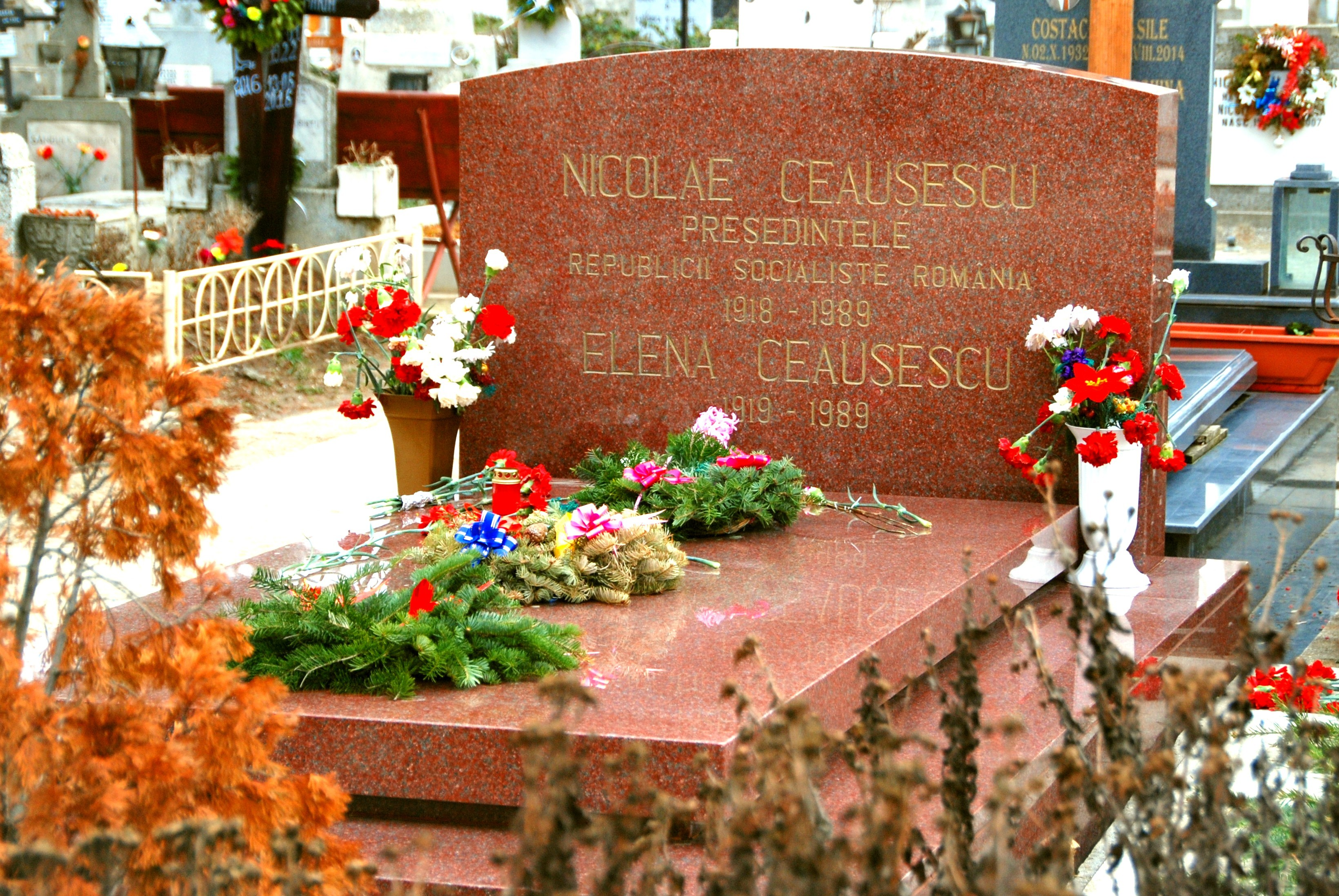
Могила, вид 2018

Тела казнённых супругов Чаушеску были тайно захоронены на военном кладбище «Генча» в Бухаресте. Хоронившие боялись, что на кладбище на них могут напасть и отбить тела либо найдут могилу и выбросят тела из захоронения. Могилы Николая и Елены расположены в десятках метров друг от друга, так как было запрещено хоронить супругов в одной могиле. В 1990-х годах на могилах соорудили простые памятники, а вскоре могилу бывшего президента украсили православным крестом с красной звездой. Могилы стали местом паломничества сторонников оппозиционных настроений. Люди преклонного возраста зажигают здесь церковные свечи и приносят сюда цветы.
Долгое время многие считали, что в 1989 году были расстреляны и захоронены их двойники. 21 июля 2010 года по просьбе родственников на военном кладбище «Генча» были эксгумированы останки Николае Чаушеску и его супруги Елены для подтверждения того, что они захоронены именно там. Для идентификации захороненных останков была проведена экспертиза ДНК, которая подтвердила, что на кладбище захоронены именно супруги Чаушеску.
10 декабря 2010 года объявлено о перезахоронении праха супругов Чаушеску в одной могиле на кладбище «Генча». Над могилой возведён новый монумент из красного гранита.
В 2025 году 66,2% румын считают, что Николае Чаушеску был хорошим лидером, а 24,1% выражают негативное мнение, согласно опросу, проведенному INSCOP Research и Институтом по расследованию преступлений коммунизма. При этом 55,8 % населения считают, что коммунистический режим был «хорошим явлением» для Румынии, а 34,5 % с этим не согласны.

## Споры о роли Чаушеску в истории
Парламентская комиссия Румынии обнародовала данные многолетнего расследования — зарубежных счетов Николае Чаушеску не имел, но он ответственен за экономические просчёты и упадок сельского хозяйства страны, следствием которого стало ухудшение жизни людей.
Бывший президент СССР Михаил Горбачёв, находясь в телестудии CNN, высказал о Чаушеску и своём визите к нему в 1987 году следующее мнение:

Чаушеску был сложным человеком. Он старался давать мне советы… Когда я посетил Румынию, то увидел, что люди смотрят на Чаушеску, отслеживают его каждый жест, каждое движение пальца — они были похожи на винтики одного и того же механизма.

А бывший президент США Джордж Буш-старший дал правлению Чаушеску следующую оценку:

На протяжении определённого периода времени мы относились к Румынии в зависимости от её воинственности по отношению к России. А Чаушеску противостоял России, и тогда мы говорили, что он — наш человек. Позже, после того как мы увидели, что имеем дело с олигархом, который контролирует всё… мы изменили свою позицию.

По мнению бывшего главы ЦКК КПСС Михаила Соломенцева, долгое время отвечавшего за контакты с Николае Чаушеску:

…Никакого отторжения к Чаушеску не было. А что касается его расстрела, то это всё ужасно. Я считаю это варварством. Ведь не было ни суда, ни следствия. Никаких обвинений. Зачитали приговор, вывели во двор и расстреляли. Разве это не полное беззаконие?

Социологические исследования свидетельствуют, что сейчас расстрел супругов Чаушеску крайне неоднозначно оценивается румынским обществом. Одни его продолжают считать великим вождём, а другие — кровавым диктатором (одно имя для них на уровне ругательства).
Его преемник, Ион Илиеску, в декабре 2009 года заявил:

Не жалею о смертной казни Николае Чаушеску. Он заплатил по заслугам, потому что был главным виновником того, что случилось.

По данным социологического опроса Румынского института по оценке и стратегии (IRES), обнародованного в июле 2010 года, если бы Николае Чаушеску участвовал сегодня в президентских выборах, за него были бы готовы проголосовать 41 % граждан Румынии. На вопрос об оценке деятельности Чаушеску 49 % опрошенных ответили, что он был хорошим руководителем, 15 % — плохим, 30 % — ни хорошим, ни плохим. Следующий опрос, проведённый тем же институтом в декабре 2010 года, к 20-летней годовщине расстрела четы Чаушеску, показал, что более половины граждан Румынии сожалеют о расстреле Николае Чаушеску. 84 % респондентов заявили, что было неправильно расстреливать Чаушеску без справедливого судебного разбирательства. Более половины опрошенных сказали, что они не согласны с приговором трибунала, отправившим супругов Чаушеску на смерть.
В 2007 году расследованы события, произошедшие в декабре 1989 года в Тимишоаре. По результатам проведённого расследования выяснилось, что приказ стрелять в демонстрантов отдавал не Николае Чаушеску, а генерал Виктор Стэнкулеску. Кроме того, в тех событиях было не 64 тысячи погибших человек (как заявлялось), а менее тысячи — за двое суток. Кроме того, в 2009 году один из участников казни Чаушеску, бывший десантник Дорин-Мариан Чирлан, рассказал в интервью о тех событиях. Так, казнь бывший десантник назвал политическим убийством. По заявлению Чирлана, участников казни лично выбирал Виктор Стэнкулеску, являющийся организатором трибунала, который проходил с нарушениями и был полностью постановочным. Выделенные адвокаты же играли роль обвинения.

## Чаушеску в искусстве и культуре
Репрессированная румынская писательница Герта Мюллер, во время режима сбежавшая в Германию и оставшаяся там, большую часть своего творчества посвятила обличению режима Чаушеску.

### Документальные фильмы
- Совершенно секретно. Николае Чаушеску. Дорога на эшафот. Россия. 5 канал. 2007 год. 00:44:03
- Совершенно секретно. Чаушеску: суд после смерти. Россия. 2010 год. 00:42:16
- Революция по заказу: Шах и мат семье Чаушеску (нем. Schachmatt: Strategie einer Revolution). Германия. Реж. Сюзанна Брандштеттер. 2004 год. 00:50:26
- Николае Чаушеску. Смертельный поцелуй родины. Россия. ВГТРК. 2009 год. 00:43:26
- Автобиография Николае Чаушеску. Румыния. Реж. Андрей Ужица. 2010 год. 180 мин.
- «Шах и мат — Стратегия революции или Анализ конкретного примера американской политики» (см. Сюжет). Германия. Реж. Сюзанна Брандштеттер. 2003 год. 1:00:17
- «Три дня до рождества» (рум. Trei zile până la Crăciun)[136] Румыния. Режиссёр: Раду Габреа. 2011 год. 01:30:00
- «Смерть диктатора — минута в минуту | Как за 5 дней потерять власть и жизнь | (English subtitles)». Россия. 2024 год. 0:48:27

### Компьютерные игры
- «Ostalgie: The Berlin Wall» (2018) — Николае Чаушеску возглавляет Румынию и может как пережить события 1989 года (или не допустить их), так и погибнуть/бежать из страны или уйти в отставку с поста президента, уступив его Маня Мэнеску.
- В модификации на игру Hearts of Iron IV под названием Cold War: Iron Curtain является возможным лидером Румынии.

## Семья

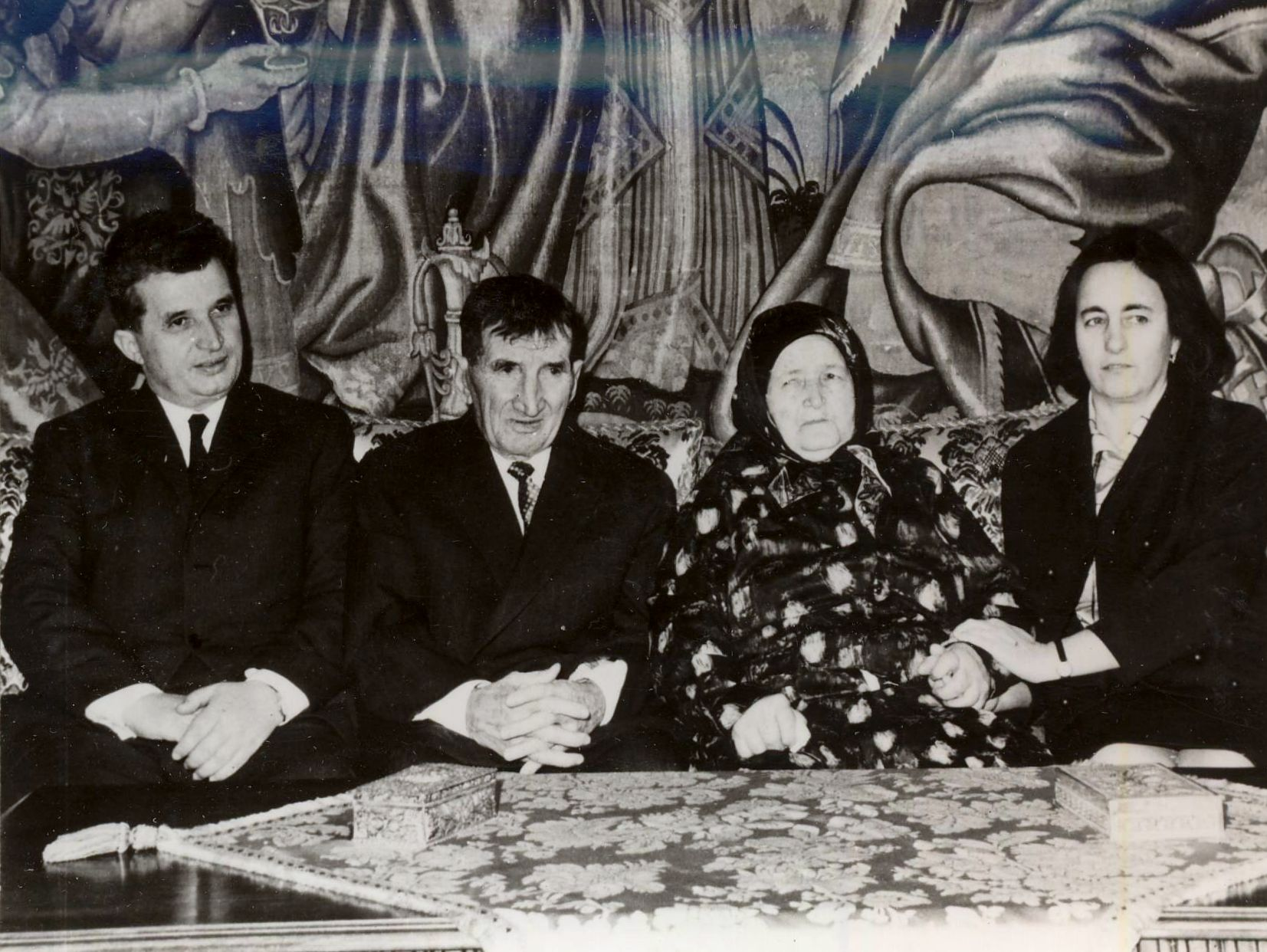
Николае Чаушеску с родителями и женой (1968)

- Отец Андруцэ Чаушеску (1886—1969) — румынский крестьянин. Потомок семьи пастухов, из коммуны Половраджи в жудеце Горж. Владел скромным домом в Скорничешти в жудеце Олт. Являлся сторонником Иона Михалаке и Крестьянской партии, некоторое время был примаром (мэром) Скорничешти. После свержения и казни Николае, об Андруцэ люди из Скорничешти заявляли, что он бил жену и детей, а румынские СМИ утверждают, что он был алкоголиком.
- Мать Александрина Чаушеску (урождённая Ликсандра) (1888—1977) — румынская крестьянка. Одним из её предков был офицер армии Тудора Владимиреску. Была очень религиозной женщиной, и после смерти родителей, Николае Чаушеску, атеист, приказал построить в Скорничешти церковь в их память. Их изображения на фресках до сих пор украшают стены этой церкви[95].
- Братья и сёстры Николае Чаушеску:

1. Никулина Чаушеску, в замужестве — Русеску (1914—1990) — первая в семье, кто поехал в Бухарест в поисках работы. Николае проживал в её доме в Бухаресте (1929 год), когда начинал работать в качестве подмастерья сапожника[12].
2. Марин Чаушеску (1916—1989) — экономист и дипломат, глава постпредства Румынии в Австрии. Окончил Академию экономических наук в Бухаресте. Сразу же после революции покончил с собой[17].
3. Флоря Чаушеску (1922—2006) — в молодости был, предположительно, сторонником организации «Железная гвардия», однако это не подтверждается, так как его личное дело в РКП отсутствует в Национальном архиве. Он женился на девушке из Скорничешти в 1946 году, и, по словам его брата Илие, работал официантом в Бухаресте в 1946 году и продавцом в 1949 году. В том же году он вступил в партию и начал работать на её газету в Бухаресте, а позднее на газету «Скынтея». Флоря был очень похож на Николае, с кем его иногда путали.
4. Николае-Андруцэ Чаушеску (1924—2000) — был одно время начальником по кадрам в Министерстве внутренних дел[137]. Из-за несогласия с братом, позднее был отправлен руководить школой офицеров Секуритате в Бэнясе. Был арестован во время румынской революции 1989 года, обвинялся в убийствах (при отягчающих обстоятельствах) и подстрекательству к геноциду. Предположительно, имел имя при рождении Николае, но был вынужден взять второе имя, когда его брат пришёл к власти. У Николае-Андруцэ было двое детей, Кристиан и Клаудия.
5. Илие Чаушеску (1926—2002) — генерал-лейтенант, председатель высшего политсовета армии и заместитель министра национальной обороны СРР в период правления Николае[17][137].
6. Мария Чаушеску (?—?) — специалист по электромагнетике. Работала на предприятии «Electromagnetica». Через некоторое время, благодаря семейным связям, стала начальником отдела на этом предприятии. После замужества взяла фамилию Агаки.
7. Елена Чаушеску, в замужестве — Бэрбулеску[17] (1928—2001) — учительница истории в средней школе Скорничешти. Благодаря известности своего брата, она быстро продвинулась в своей карьере, сначала стала главой своей школы, а затем и школьным инспектором всего жудеца Олт. Впоследствии её обвиняли в том, что на этом посту она занималась пропагандой обскурантизма, травлей неугодных, а кроме того — в коррупции и хищении средств (после ареста у неё были конфискованы банковские чеки сумой около полумиллиона лей). Также получила степени доктора исторических наук[17]. У неё было две дочери Евгения и Надя, а также сын Эмиль. Последний занимал руководящие посты в Министерстве внутренних дел в жудеце Олт до 1989 года. Сама Елена умерла в полной нищете[89].
8. Ион Чаушеску (1932—2020) — первый заместитель председателя Госплана СРР[137]. Преподавал в агрономическом институте в Бухаресте и возглавлял Академию сельскохозяйственных наук. После революции 1989 года создал свою фирму и писал работы по садоводству.
9. Адриан Чаушеску (?—?) — умер в конце 2000-х годов в полной нищете[89].
10. Костел Чаушеску (?—?) — умер в детском возрасте.

Родители Николае имели 18 внуков: 7 мальчиков и 11 девочек.
- Дети Николае и Елены Чаушеску:

1. Валентин (род. 17 февраля 1948) — румынский физик-ядерщик, приёмный сын четы Чаушеску. В годы правления отца руководил футбольным клубом «Стяуа». В 1990 году потерял должность главы футбольного клуба, продолжает работать физиком. Имеет 2 детей: сын Даниил и дочь Александра.
2. Елена Зоя Чаушеску (28.02.1949 — 20.11.2006) — румынский математик. В 1980 году вышла замуж за Мирче Опрана[138], инженера и профессора Политехнического университета. Умерла в 56 лет от рака легких[139]. По завещанию её должны были кремировать[140].
3. Нику Чаушеску (01.09.1951 — 26.09.1996) — по образованию физик, учился в Бухарестском университете[141]. В годы правления Николае был главой исполкома жудеца Сибиу. Скончался от цирроза печени и диабета в 45 лет, вскоре после своего освобождения[142]. Похоронен там же, где и родители, на кладбище Генча[140].

Помимо этого, во время правления Николае Барбу, брат Елены Чаушеску (в девичестве — Петреску), являлся первым секретарём Бухарестского комитета РКП. Маня Мэнеску, муж сестры Чаушеску, был в должности секретаря ЦК РКП. После расстрела родителей все дети были осуждены за различные злоупотребления (Зоя и Валентин обвинялись прежде всего в финансовых злоупотреблениях, а Нику вменялся геноцид), и они провели некоторое время в заключении. В начале 1990 года всех их освободили. Валентину в конце 1990-х годов была возвращена коллекция картин. В распоряжении семьи Чаушеску было 20 охотничьих домиков, 21 дворец, автомобили стоимостью свыше 100 тысяч долларов США, 41 резиденция, включая спецкорпуса на курортах Ковасна, Олэнешть и Нептун. На фоне экономического кризиса, сопровождавшегося падением уровня жизни, положение президента и его семьи вызывало у населения значительное недовольство.

## Награды

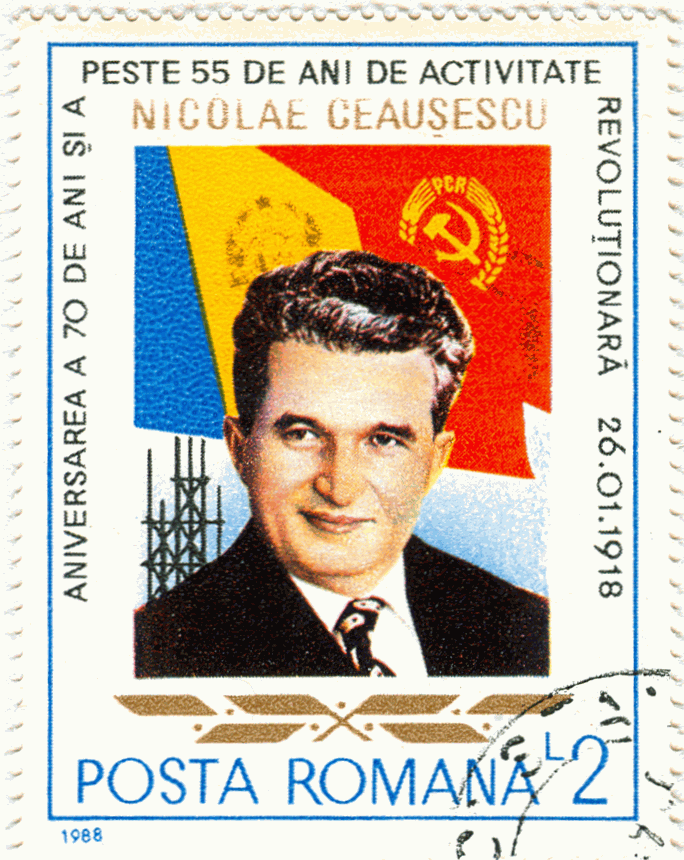
Почтовая марка к 70-летнему юбилею (и 55-летию политической деятельности) Николае Чаушеску (1988)

### Государственные награды
- Румыния — Герой Социалистического Труда (1964);
- Румыния — Герой Социалистической Республики Румыния (1971, 1978, 1988);
- Румыния — орден «Победа социализма»[146] (1971, 1978, 1988);
- Румыния — Орден «Национальная оборона»;
- Румыния — Орден Звезды Республики Румынии;
- Румыния — Военная медаль за заслуги;
- Румыния — Памятный знак 5-летию Республики Румынии;
- Румыния — Памятная медаль 35-летию освобождения Румынии;
- СССР — Орден Ленина (25.01.1978; 25.01.1988)[147];
- СССР — Орден Октябрьской Революции (25.01.1983)[147];
- СССР — Медаль «20 лет Победы в Великой Отечественной войне 1941-1945 гг.» (1965)[147];
- СССР — Медаль «В ознаменование 100-летия со дня рождения Владимира Ильича Ленина» (1970)[147];
- СССР — Медаль «За укрепление боевого содружества»[147];
- Югославия — Орден Югославской звезды (1966);
- Австрия — Почётный знак За заслуги перед Австрийской Республикой (1969)[148];
- ФРГ — Орден «За заслуги перед Федеративной Республикой Германия» (17 мая 1971);
- Куба — Орден Хосе Марти (1973)[149];
- Италия — Орден «За заслуги перед Итальянской Республикой» (21 мая 1973 года);
- Аргентина — Цепь Ордена Освободителя Сан-Мартина (1974);
- Бразилия — Орден Южного Креста (1975)[150];
- Филиппины — Орден Сикатуна (апрель 1975)[151];
- Португалия — Кавалер Большой цепи ордена Сантьяго (14 октября 1975 года)[152];
- Греция — Золотая медаль Афин (1976);
- Куба — Медаль «20 лет штурма казарм Монкада» (1976);
- Великобритания — Почтеннейший орден Бани, Большой Крест (Великобритания, 1978)[153];
- Дания — Рыцарский Орден Слона (1980)[154];
- Швеция — Рыцарский Орден Серафимов (4 ноября 1980 года);
- Болгария — Орден «Стара планина» (Болгария, 1983)[155];
- Норвегия — Королевский орден Святого Олафа;
- Франция — Орден Почётного легиона[156];
- ГДР — Орден Карла Маркса (1988) — к 70-летию и за защиту марксизма.

### Общественные награды и награды международных организаций
- Золотая медаль (Римский институт международных отношений, 1979);
- Золотой Олимпийский орден (МОК, 1984);
- Большая золотая медаль Международного конгресса пчеловодов (Аделаида)[157]

### Почётные учёные степени
- Румыния — почётный доктор Бухарестского университета (1973);
- Ливан — почётный доктор Ливанского университета (1974);
- Аргентина — почётный доктор Университета Буэнос-Айреса (1974)
- Мексика — почётный доктор Автономного университета Юкатана (1975);
- Франция — почётный доктор Университета Ниццы — Софии Антиполис (1975);
- Либерия — почётный доктор Университета Либерии (1988).

## Хобби

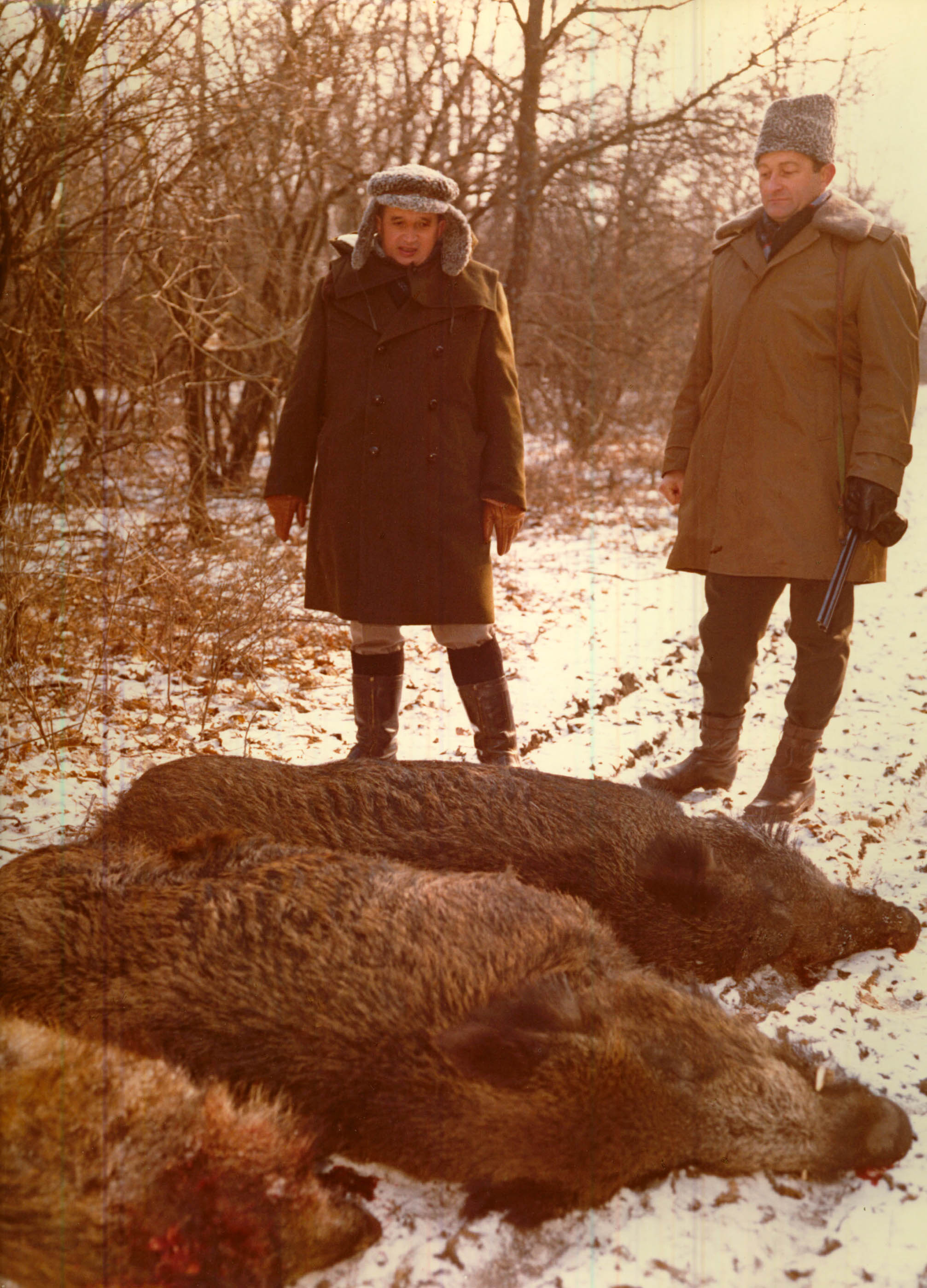
Чаушеску охотится на кабанов (1976)

Заядлый охотник. Имел в личной коллекции порядка 3600 охотничьих трофеев. Ежегодно для новых членов дипломатического корпуса Чаушеску устраивал своеобразное охотничье крещение, выступая в роли главного охотника. По воспоминаниям бывших дипломатов, испытуемого могли выпороть розгами, но только в том случае, если ответы на вроде бы шуточные вопросы не нравились. Причём пороли по-настоящему.
У Чаушеску, по имеющейся информации, был и свой любимец — лабрадор Корбу (в переводе с румынского — «ворон»). Его щенком подарил Чаушеску лидер британских либералов Дэвид Стил в 1978 году, во время своего визита в Румынию. Собака имела личную роскошную спальню, оборудованную телевизором и телефоном. В поездках пса сопровождал специально выделенный лимузин с эскортом. Еженедельно в лондонском фешенебельном супермаркете для Корбу закупались специальные собачьи бисквиты. Для собаки их закупал посол Румынии в Великобритании, отправляя вместе с дипломатической почтой в Бухарест. Незадолго до революции пёс даже был произведён в полковники вооружённых сил СРР.

## Избранные работы
- Report during the joint solemn session of the CC of the Romanian Communist Party, the National Council of the Socialist Unity Front and the Grand National Assembly: Marking the 60th anniversary of the creation of a Unitary Romanian National State, 1978
- Major problems of our time: Eliminating underdevelopment, bridging gaps between states, building a new international economic order, 1980
- The solving of the national question in Romania (Socio-political thought of Romania’s President), 1980
- Ceaușescu: Builder of Modern Romania and International Statesman, 1983
- The nation and co-habiting nationalities in the contemporary epoch (Philosophical thought of Romania’s president), 1983
- Istoria poporului Român în concepția președintelui, 1988
- Социалистический гуманизм : [Сборник : Пер. с рум.]. — Бухарест : Меридиане, 1979. — 154 с. — (Общественно-политическая мысль Президента Румынии).
- Права человека в современном мире. — Бухарест : Politică, 1985. — 272 с. — (Обществ.- полит. мысль президента Румынии Николае Чаушеску).
- Решающая роль народов в определении нового курса в международной жизни. — Bucureşti : Ed. polit., 1989. — 508 с. — (Общественно-полит. мысль президента Румынии). — ISBN 973-28-0068-2

## Факты
- Чаушеску — один из выживших в катастрофе румынского правительственного самолёта, произошедшей 4 ноября 1957 года у аэропорта Внуково (Москва, СССР)[161].
- С 1968 года Чаушеску стали называть Кондукэтором («предводитель», «вождь»).
- С 1983 года и до свержения Чаушеску именовали «гений Карпат»[33].
- В иностранной прессе Чаушеску прозвали прозвищем «коммунистический император»[78], а противники именовали его прозвищем «Балканский Сталин», что звучало комплиментом для самого Николае.
- Период нахождения Чаушеску у власти официальная пропаганда называла «Золотая эра» (рум. Epoca de aur).

### Биографии
- Чаушеску, Николае // Энциклопедия «Кругосвет».